# M2/M3 Bradley
Der M2 Bradley IFV (englisch Infantry Fighting Vehicle, wörtlich übersetzt: Infanterie-Kampffahrzeug) ist ein Schützenpanzer der US Army, der in den 1970er-Jahren von der Food Machinery Corporation entwickelt und ab 1981 an die Streitkräfte ausgeliefert wurde. Der technisch fast identische M3 Bradley CFV (Cavalry Fighting Vehicle, deutsch Kavallerie-Kampffahrzeug) wird als Spähpanzer eingesetzt. Der Panzer ist nach dem US-amerikanischen General Omar N. Bradley benannt. Der Bradley wird außer von den USA auch von den Streitkräften Saudi-Arabiens, Kroatiens, der Ukraine und des Libanons verwendet. Seit der Indienststellung der ersten Exemplare im Mai 1981 wurden insgesamt 6785 Exemplare hergestellt, was den Bradley zu einem der meistgebauten Schützenpanzer der Welt macht. Die Modelle wurden mehreren Kampfwertsteigerungen unterzogen, um sie technisch auf dem neuesten Stand zu halten und sie der geänderten Bedrohungslage des 21. Jahrhunderts anzupassen.

## Geschichte

### Ausgangssituation
Die US Army nutzte zu Beginn der 1960er-Jahre den M113, um Infanterie unter Schutz vor Splittern, Schrapnellen und Handwaffen auf dem Gefechtsfeld zu befördern. Dieses Modell erlaubte den im hinteren Raum des Panzers untergebrachten Infanteristen weder die Beobachtung des Gefechtsfeldes noch den Einsatz ihrer Handwaffen, sodass sie vom Geschehen außerhalb des Fahrzeugs abgeschnitten waren. Im Gefecht der verbundenen Waffen bot die Aluminiumpanzerung zunehmend unzureichenden Schutz gegen Panzerabwehrwaffen, Kampfpanzer und Panzerabwehrminen.
Weiterhin erwarteten US-amerikanische Militärplanungen für einen eventuellen Konflikt mit der Sowjetunion in Mitteleuropa den Einsatz von Massenvernichtungswaffen. Mangels ABC-Schutzanlage bot der M113 seiner Besatzung, insbesondere dem in der geöffneten Dachluke am Maschinengewehr stehenden Schützen, nur durch ihre persönliche ABC-Schutzausstattung Schutz. Alle diese Faktoren setzten die Infanteristen im Heck des Fahrzeugs, die sich dieser Mängel bewusst waren, einem erheblichen psychischen Druck aus. Zuletzt war bereits absehbar, dass die Geschwindigkeit des M113 nicht ausreichen würde, um mit dem in der Entwicklung befindlichen Kampfpanzer 70 mitzuhalten.

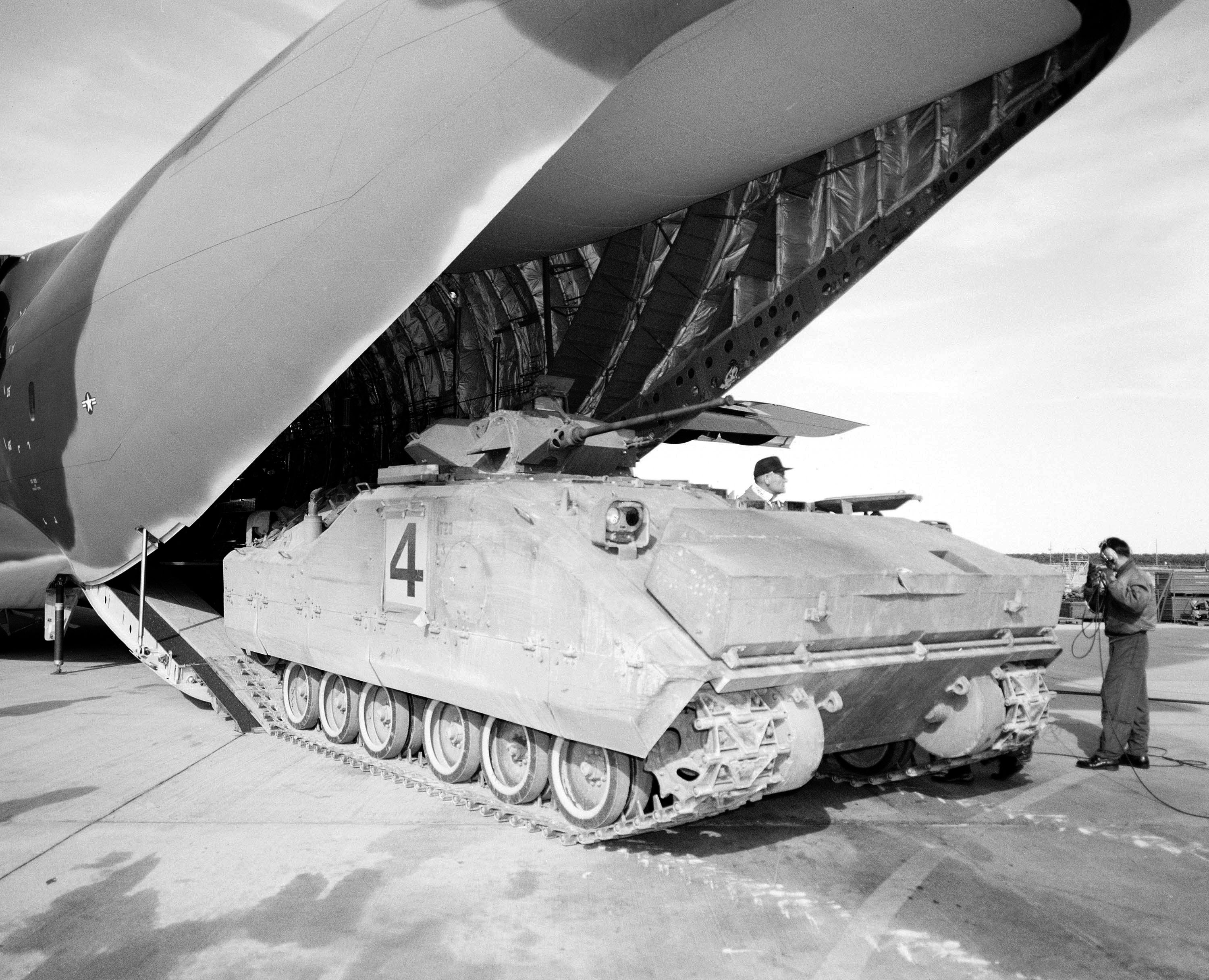
Ein XM723-Prototyp wird aus einer YC-15 entladen

Aufgrund dieser Probleme wurde 1964 das Mechanized Infantry Combat Vehicle-Programm (MICV) ins Leben gerufen, um ein Fahrzeug zu entwickeln, das beweglicher, besser gepanzert und besser bewaffnet sein sollte als der M113, um das Gefecht der verbundenen Waffen mit dem neuen Kampfpanzer führen zu können. Gleichzeitig sollten die Infanteristen im Heck ihre Handwaffen vom Fahrzeug aus einsetzen und das Gefechtsfeld beobachten können, auch um den psychischen Druck zu verringern. Da die Entwicklung eines neuen Fahrzeugs, des MICV-70, voraussichtlich zehn Jahre in Anspruch genommen hätte, sollte eine Zwischenlösung auf Basis bereits bestehender Fahrzeuge eingeführt werden. Diese Zwischenlösung trug den Namen XM701 bzw. MICV-65 und verwendete im Bereich der Wanne Komponenten der Selbstfahrlafetten M107 und M110. 1966 wurde das Programm aufgrund von Budgetkürzungen (Mittel wurden in das Vietnamkriegsbudget transferiert) und einigen Mängeln wieder eingestellt. Die drei Hauptmängel dabei waren die schlechte Beweglichkeit im Gelände, das hohe Gewicht und die Breite der Wanne. Aufgrund der Größe und des Gewichts konnte das Fahrzeug weder in der C-130 Hercules noch in der C-141 Starlifter transportiert werden, was eine schnelle Verlegung in Kriegsgebiete verhinderte. Forschung und Entwicklung wurden fortgesetzt, nachdem Versuche mit dem Prototyp ergeben hatten, dass das Grundkonzept des Fahrzeugs sinnvoll war. Das MICV-70-Programm wurde daraufhin in XM723 umbenannt. Der Forderungskatalog für das Fahrzeug sah vor, dass die Vorteile des XM701 in ein für die Army akzeptables Gesamtkonzept integriert werden sollten. Eine Studie sah als brauchbarstes Design ein Kettenfahrzeug mit Aluminiumpanzerung mit 12 Soldaten als Besatzung und einer 20-mm-Kanone als Bewaffnung vor.

### Der XM723
Der Vietnamkrieg bestärkte die Army von der Notwendigkeit eines neuen Schützenpanzers. Während der Kämpfe gegen den Vietcong war noch deutlicher geworden, dass die Soldaten die Möglichkeit haben mussten, ihre Handwaffen vom Fahrzeug aus einzusetzen, da Angriffe der Infanteristen ohne den Schutz der Panzerung des Fahrzeugs oft mit hohen Verlusten endeten. Der US Army war klar geworden, dass ein Schützenpanzer mit besserer Bewaffnung, besserer Panzerung sowie der Möglichkeit für die Infanteristen, vom Innenraum des Fahrzeugs aus zu kämpfen, dringend gebraucht wurde. Mit dem Aufkommen einer neuen Schützenpanzergeneration Ende der 1960er Jahre kam noch hinzu, dass der M113 neuen Modellen wie dem Marder oder dem BMP-1 technisch und taktisch unterlegen war. Die Food Machinery Corporation (FMC) bekam deshalb 1967 den Auftrag, einen Schützenpanzer auf Basis des M113 zu entwickeln. Dieser Prototyp mit der Bezeichnung XM765 wies äußerlich eine hohe Ähnlichkeit mit dem M113 auf. Die Army erprobte dieses Fahrzeug, während sie gleichzeitig die Nutzung des Marder in Betracht zog. Letztendlich nahm sie von beiden Modellen Abstand; das Modell XM765 erwies sich aufgrund seines zu geringen Schutzniveaus, der Marder aufgrund zu geringer Beweglichkeit, der nicht vorhandenen Schwimmfähigkeit und zu hoher Kosten als unzureichend. Da der XM765 jedoch zufriedenstellende Ansätze aufwies, sollten die Unternehmen Chrysler Corporation (heute General Dynamics Land Systems), FMC und Pacific Car and Foundry Vorschläge für ein neues Fahrzeug einreichen. Sie erhielten die Vorgabe, das neue Fahrzeug besser zu panzern, es auf eine höhere Geschwindigkeit hin zu motorisieren und es schwimmfähig zu gestalten. Weiterhin sollte die Bewaffnung aus einer 25-mm-Kanone in einem Ein-Mann-Turm bestehen und die Absitzstärke neun Soldaten betragen, die auch aus dem Inneren des Fahrzeugs heraus kämpfen können sollten. Die Panzerung sollte gegen Waffen vom Kaliber 23 mm an der Front und gegen 14,5 mm an den Seiten und am Heck Schutz bieten, sowie gegen Splitter von 155-mm-Artilleriegeschossen. Das Layout des Fahrzeugs lehnte sich stark an das des BMP-1 an. Die projektierten Stückkosten betrugen zu diesem Zeitpunkt 151.575 US-Dollar.
Im November 1972 erhielt der Prototyp von FMC, der auf dem LVT7 basierte, den Zuschlag. Der erste Prototyp wurde bereits im Dezember fertiggestellt. Insgesamt sollten 16 Prototypen für Übungszwecke und Beschussversuche bereitgestellt werden. Das Fahrzeug konnte, abweichend von den Forderungen, nur acht Infanteristen mit Ausrüstung transportieren. Diese konnten ihre Handwaffen durch Schießluken von innen heraus einsetzen. Die Bewaffnung bestand aus der 20-mm-Maschinenkanone M139 und einem koaxialen Maschinengewehr des Kalibers 7,62 mm, die in einem kleinen Ein-Mann-Turm untergebracht waren. Die Maschinenkanone stellte lediglich eine Zwischenlösung dar; zur Wahl für die Serienproduktion standen zwei 25-mm-Kanonen der Firmen Ford Aerospace/Oerlikon und Hughes. Beide Waffen befanden sich jedoch noch in der Entwicklung. Dieser Prototyp des Fahrzeugs wies bereits eine hohe Ähnlichkeit mit der Serienversion des M2 auf.
Während der Produktion der Prototypen begann die Army mit der Suche nach einem neuen Aufklärungsfahrzeug, das den M114 ersetzen sollte. Verschiedene erfolglose Projekte zur Entwicklung eines Nachfolgers waren eingestellt worden. Da nicht genügend Mittel für die Entwicklung und Produktion eines völlig neuen Fahrzeugs vorhanden waren und da der XM723 einige Aspekte beinhaltete, die dem Forderungskatalog für den Spähpanzer entsprachen, wurde der XM723 auch für die Rolle eines Spähpanzers ausgewählt. Da somit zwei Truppengattungen von dem Fahrzeug profitieren würden, gewann das Projekt an Wichtigkeit. Gleichzeitig stiegen aber auch die Anforderungen, da zwei unterschiedliche Einsatzprofile in einem Fahrzeug vereint werden mussten. Erste Planungen sahen vor, dass die Schützenpanzervariante den Ein-Mann-Turm beibehalten sollte, während die Spähpanzervariante einen Zwei-Mann-Turm nutzen sollte, um dem Kommandanten einen besseren Überblick zu ermöglichen. Gleichzeitig sollte die Wanne des Spähpanzers modifiziert werden, um eine umfangreiche Beobachtungs- und Kommunikationsausrüstung aufnehmen zu können. Da der Führung der Army jedoch schnell klar wurde, dass diese Änderungen die Kosten des Projekts stark erhöhen würden, verzichtete man auf diese Forderungen. Aufgrund dessen wurde nach der Fertigstellung der Prototyps im August 1976 eine Untersuchungskommission unter der Leitung von General Richard Larkin damit beauftragt, das Projekt kritisch zu begutachten. Auf der Grundlage dieser Begutachtung machte die Kommission der US Army folgende Vorschläge:
- Die Ausstattung beider Varianten mit einem Zwei-Mann-Turm, um dem Kommandanten besseren Überblick zu verschaffen und das Fahrzeug besser führbar zu machen.
- Ausrüstung mit dem TOW-System und einer 25-mm-Kanone, da sich Panzerabwehrlenkwaffen während des Jom-Kippur-Krieges als sehr effektiv erwiesen hatten.
- Anbringung eines TOW-Startgeräts mit zwei Raketen an der linken Seite des Turms.
- Beibehaltung der Schießluken.
- Das Fahrzeug sollte, trotz des gestiegenen Gewichts, nach wie vor schwimmfähig sein.
- Das Fahrzeug sollte das bisherige Schutzniveau beibehalten.

Die Umstellung auf einen größeren Turm war innerhalb der Army sehr umstritten, da die Absitzstärke aufgrund des erhöhten Platzbedarfs des Turms weiter verringert wurde und die Schwimmfähigkeit aufgrund des gestiegenen Gewichts nur durch einen zusätzlichen Schwimmkragen erhalten werden konnte. Die Vorteile durch den besseren Überblick für den Kommandanten gaben jedoch den Ausschlag für diese Variante. Insbesondere die Aufklärervariante des Fahrzeugs sollte davon profitieren. Die ebenfalls sehr umstrittene Entscheidung, das gleiche Fahrzeug für zwei verschiedene Aufgaben einzusetzen, fiel aufgrund taktischer Erwägungen: Die Verwendung des gleichen Fahrzeugs bei Aufklärern und mechanisierter Infanterie sollte es Feindkräften erschweren, den Unterschied zwischen Voraus- und Hauptkräften während eines Angriffs festzustellen.

### Kontroverse
FMC erhielt den Auftrag, das Design des Fahrzeugs den Forderungen entsprechend anzupassen. Im März 1977 wurde das Programm in XM2 Infantry Fighting Vehicle für die mechanisierte Infanterie und in XM3 Cavalry Fighting Vehicle für die Panzeraufklärer umbenannt. Die aufgrund der empfohlenen Änderungen auf 338.000 US-Dollar gestiegenen Stückkosten riefen zum gleichen Zeitpunkt den Kongress auf den Plan, der das gesamte Konzept des Fahrzeugs, das zu Beginn der 1960er-Jahre entworfen worden war, in Frage stellte. Einige Senatoren hielten das Fahrzeug wegen seines relativ geringen Schutzniveaus für überflüssig. Ein schwereres Fahrzeug mit einem dem XM1, dem späteren M1 Abrams, vergleichbaren Schutzniveau sei eine modernere Alternative. Weiterhin wurde die Höhe des Fahrzeugs kritisiert: Mit 3,38 m überragte es den XM1 um fast einen halben Meter. Als Folge hiervon wurde über den Nutzen einer Weiterführung des Projektes vor dem Kongress verhandelt. Verteidiger des Projekts, darunter General William DePuy, argumentierten, dass bei einem Angriff der Sowjetunion auf Westdeutschland vor allem hochbewegliche Verbände mit hoher Feuerkraft gebraucht würden, um während eines laufenden Gefechts schnell neue Schwerpunkte bilden zu können, welche die sowjetischen Angriffsspitzen aufhalten könnten. Gleichzeitig sollte die Panzerung ausreichen, um massivem Artilleriefeuer, wie es schon im Zweiten Weltkrieg zur Vorbereitung eines Angriffs praktiziert worden war, widerstehen zu können. Die Höhe des Fahrzeugs wurde von DePuy mit der notwendigen Bodenfreiheit begründet, um eine angemessene Geländegängigkeit zu erreichen, und der notwendigen Höhe des Kampfraums im Inneren des Fahrzeugs. Zuletzt führte DePuy an, dass der bislang genutzte M113 in keiner Weise mehr konkurrenzfähig zu modernen Schützenpanzern sei. Der Kongress beschied als Folge der Anhörung, dass das Projekt weitergeführt werden sollte, jedoch unter besonderer Beachtung der weiteren Kosten. Das General Accounting Office (GAO) wurde ebenfalls damit beauftragt, das Programm kritisch zu prüfen.
Der Abschlussbericht des GAO enthielt viele Kritikpunkte, darunter die fehlende Abstimmung zwischen den beiden Projekten XM1 und XM2/3, obwohl beide Fahrzeuge das Gefecht zusammen führen sollten. Der XM2 wies eine schlechtere Geländegängigkeit und niedrigere Beschleunigung auf als der XM1, was das Zusammenwirken im Gefecht erschwerte. Das geringe Schutzniveau und die hohe Silhouette wurden ebenfalls bemängelt, da der XM2 den gleichen Bedrohungen wie der XM1 gegenüberstehen würde, dabei aber verwundbarer und leichter zu treffen war. Die hohe technische Komplexität des Fahrzeugs war ein weiterer Kritikpunkt, da dies einen hohen Wartungsaufwand und einen sehr guten Ausbildungsstand der Besatzung voraussetzen würde. Zuletzt wurde die Notwendigkeit der Schwimmfähigkeit bezweifelt, da in Mitteleuropa lediglich 3 % aller Gewässer diese Fähigkeit erfordern und der XM1 nicht schwimmfähig war, was das Zusammenwirken der beiden Fahrzeuge über Gewässer hinweg erschwert oder unmöglich gemacht hätte. Die abschließenden Empfehlungen des GAO an den Kongress beinhalteten im Wesentlichen zwei Fragen:
- Können die Änderungsforderungen, besonders in Anbetracht des fortgeschrittenen Entwicklungsstadiums, unter akzeptablen Kosten in das Konzept integriert werden?
- Kann eine Doktrin entwickelt werden, die es sowohl dem XM1 als auch dem XM2 erlaubt, ihre Vorteile auf dem Gefechtsfeld zur Geltung zu bringen, ohne das andere Fahrzeug zu behindern?

Auf den Kritikpunkten dieses Berichts beruhend, wurde die weitere Finanzierung für das XM2/3-Programm für das Haushaltsjahr 1979 eingestellt, was zu heftigen Diskussionen zwischen den Gegnern und den Befürwortern des Projekts im Kongress führte. Ab Februar 1979 wurden daraufhin weitere Anhörungen vor dem Kongress abgehalten, die über die Zukunft des Programms entscheiden sollten. Dieses Mal wurde auch der Projektmanager für gepanzerte Kampffahrzeuge der US Army, General Stan Sheridan, angehört. Der General legte die Meinung der Army über das Projekt dar, die besagte, dass ein Ersatz für den M113 dringender denn je gebraucht wurde, da dieser nicht einmal ansatzweise ein Gefecht mit dem XM1 hätte führen können. Sheridan hob insbesondere die hohe Feuerkraft des Fahrzeugs und das höhere Schutzniveau gegenüber dem M113 hervor. Die Geländegängigkeit und Beschleunigung waren nach Auffassung der Army ausreichend, um mit dem XM1 Schritt zu halten, insbesondere, da der Entwicklungsprozess seit der Bekanntgabe der GAO-Empfehlungen weiter vorangeschritten war. Die hohe technische Komplexität war laut Sheridan der Preis für den hohen Kampfwert des Fahrzeugs.

### Truppenversuche und Serienfertigung
FMC führte trotz der ungewissen Zukunft des Projekts die Entwicklung der Prototypen fort. Nach der Integrierung der Forderungen in das Gesamtkonzept wurden im April 1978 die ersten Prototypen an die Army übergeben. Neben den geforderten Änderungen war auch die Leistung des Motors auf 500 PS gesteigert worden, um die Beweglichkeit des Fahrzeugs angesichts des gestiegenen Gewichts zu erhalten. Die ersten Truppenversuche begannen im August 1978, obwohl immer noch die M139-Maschinenkanone genutzt wurde, die nur als Zwischenlösung gedacht war. Im Oktober wurde die weitere Finanzierung vom Kongress genehmigt und die zuvor gestrichenen Mittel wieder bereitgestellt – unter der Auflage, dass die ersten Serienfahrzeuge bis Mai 1981 an die Truppe übergeben werden sollten. Im Januar des folgenden Jahres stand die endgültige Hauptbewaffnung fest, die Wahl fiel auf die 25-mm-Maschinenkanone, deren Hersteller ursprünglich McDonnell Douglas gewesen war. Heute wird sie von Alliant Techsystems (ATK) fabriziert. Nach der Ausstattung der Prototypen mit der neuen Waffe wurden weitere Truppenversuche durchgeführt, die verschiedene Schwachstellen im Bereich der TOW-Startvorrichtung und der Zieloptiken aufdeckten. Die Behebung dieser Schwachstellen ließ die geplanten Stückkosten auf 557.000 US-Dollar steigen. Vertreter der Army hielten das Fahrzeug, angesichts des erheblich gestiegenen Kampfwerts gegenüber dem M113, allerdings immer noch für sehr kosteneffizient. Im Dezember 1979 erfolgte die Typenklassifizierung als Späh- und Schützenpanzer und gleichzeitig die Umbenennung in M2 und M3 Bradley. Der M3 sollte ursprünglich als M3 Devers (nach dem 1979 verstorbenen General Jacob L. Devers) benannt werden; da sich die Fahrzeuge jedoch nur in Details unterscheiden, entschied man sich für einen gemeinsamen Namen. Die ersten Serienfahrzeuge wurden im Mai 1981 in Fort Hood an die Truppe übergeben. Zwischen 1980 und 1995 wurden insgesamt 6785 Fahrzeuge produziert, davon 400 für Saudi-Arabien.
Ab 1986 wurde der Panzer mehreren Kampfwertsteigerungen unterzogen, die aktuelle Version ist der M2A3.
Der M2 war seit seiner Einführung an allen großen Militäroperationen der USA beteiligt, darunter dem Zweiten Golfkrieg und dem Irakkrieg.
Der Neupreis für einen M2A3 belief sich im Jahr 2014 auf etwa 3,166 Millionen US-Dollar.

## Technik

### Bewaffnung

#### Hauptbewaffnung

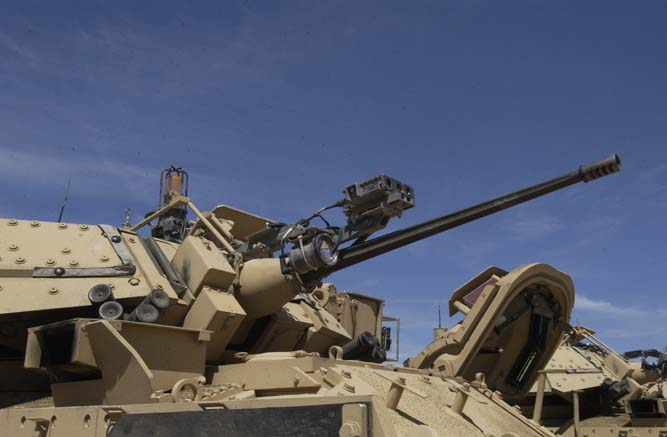
Eine M242 Bushmaster mit aufgesetztem Sender des MILES-Waffentrainingssystems

Die Hauptbewaffnung des Bradley besteht aus einer 25-mm-Maschinenkanone M242 Bushmaster mit Doppelgurtzuführung, die Einzelfeuer oder Dauerfeuer mit einer theoretischen Kadenz von 100 oder 200 Schuss/Minute verschießen kann. Die Kanone ist in der Lage, verschiedene Munitionsarten zu verschießen, darunter APDS-, APFSDS und HEI-Geschosse (High Explosive Incendiary) mit Leuchtspur. Die APDS-Munition dient zur Bekämpfung gepanzerter Ziele. Sie besteht aus einem unterkalibrigen Wolframgeschoss, das von einem Treibspiegel ummantelt ist. Auf eine Entfernung von 1600 m durchschlägt sie etwa 5 cm Panzerstahl. Die APDS-Munition war von Beginn der Entwicklung an darauf ausgelegt, die vordere Turmpanzerung des BMP-1 auf eine Entfernung von mehr als 800 m zu durchschlagen, da diese die effektive Kampfentfernung des BMP-1 darstellt. Dieser Munitionstyp wurde inzwischen durch APFSDS-Munition vom Typ M919 ersetzt, einem unterkalibrigen, flügelstabilisierten Pfeilgeschoss aus abgereichertem Uran. Sie besitzt eine größere Reichweite und verbesserte Penetrationseigenschaften. Daher werden mit dieser Munition vor allem stark gepanzerte Fahrzeuge und Luftfahrzeuge bekämpft. Die effektive Reichweite liegt bei 2500 m, die Durchschlagsfähigkeit wird von der Army geheim gehalten. Die HE-Munition ist eine Spreng/Brand-Munition, die der Bekämpfung ungepanzerter Ziele dient. Gegen Weichziele wie feindliche Soldaten oder leicht gepanzerte Fahrzeuge kommt die HEI-Munition zum Einsatz. Diese explodiert beim Aufprall auf ein Ziel und erzeugt in einem Radius von fünf Metern eine Splitterwolke und brennendes Material. Die maximale Reichweite beträgt 3000 m (Selbstzerstörungsdistanz), aber bereits ab 1600 m nimmt die Genauigkeit deutlich ab.
Die Munition wird aus zwei Zuführbehältern im Turm zugeführt, von denen einer mit 70 Patronen panzerbrechender Munition geladen ist und der andere üblicherweise mit 230 Patronen der HEI-Munition. Im M2 werden weitere 600 Patronen in missionsspezifischer Zusammensetzung als Reservemunition in der Wanne mitgeführt; der M3 führt 1200 Patronen als Reservemunition mit. Das Nachfüllen der Zuführbehälter im Turm durch den Kommandanten und Richtschützen nimmt etwa drei Minuten in Anspruch.
Die Hülsen der Waffe werden automatisch aus dem Turm ausgeworfen, um übermäßige Rauch- und Hitzeentwicklung innerhalb des Turms zu vermeiden. Das gesamte Waffensystem ist voll stabilisiert und kann somit auch während der Fahrt eingesetzt werden. Der Turm besitzt einen elektrischen Antrieb und kann um 360° gedreht werden; eine komplette Drehung dauert etwa 6 Sekunden. Im Notfall kann das Richten der Hauptwaffe und das Schwenken des Turms auch manuell erfolgen. Die Hauptwaffe besitzt einen vertikalen Richtbereich von −10° bis +60°. Der gesamte Höhenrichtbereich von 70° ermöglicht dem Bradley, den Feuerkampf auch aus Stellungen mit starker Steigung oder Gefälle zu führen. Die Energie für den Antrieb wird von einem 28-V-Generator bereitgestellt, der durch den Motor des Bradley angetrieben wird. Ist der Motor ausgeschaltet, kommen vier Batterien zum Einsatz.
Der Lauf der Waffe ist mit einer Schlitzmündungsbremse ausgestattet, die den Rückstoß um etwa 15 % verringert. Die neueste Version der M242 auf dem M2A3 und dem M3A3 ist auf der Innenseite des Laufs verchromt, was die Lebensdauer der Waffe deutlich erhöht. Der gesamte Munitionsvorrat der Waffe kann im schnellen Dauerfeuer verschossen werden, ohne die Waffe zu überhitzen.
Die einzelnen Munitionssorten weisen folgende Leistungsmerkmale auf:

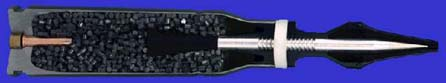
Querschnitt einer M919-Patrone; unterkalibriges Treibspiegel-Pfeilgeschoss mit Flügelleitwerk

| Bezeichnung                   | M791 APDS-T | M919 APFSDS-T | M792 HEI-T |
| ----------------------------- | ----------- | ------------- | ---------- |
| V0                            | 1345 m/s    | 1385 m/s      | 1100 m/s   |
| Flugzeit                      |             |               |            |
| auf 1000 m                    | 0,8 s       | 0,8 s         | 1,1 s      |
| auf 1500 m                    | 1,2 s       | 1,2 s         | 2,2 s      |
| auf 2000 m                    | 1,7 s       | 1,6 s         | 3,6 s      |
| auf 2500 m                    | 2,2 s       | 2,1 s         | 5,3 s      |
| Patronengewicht               | 458 g       | 454 g         | 501 g      |
| Projektilgewicht              | 134 g       | 096 g         | 185 g      |
| Maximale effektive Reichweite | 2,0 km      | 2,5 km        | 3,0 km     |

#### Sekundärbewaffnung
Auf der rechten Seite des Turms ist zusätzlich ein koaxiales M240-Maschinengewehr im Kaliber 7,62 x 51 mm NATO angebracht. Die Hülsen werden ebenfalls automatisch aus dem Turm ausgeworfen. Das MG kann elektrisch oder manuell durch den Kommandanten oder den Richtschützen abgefeuert werden. Es dient zur Bekämpfung von Infanterie und ungepanzerten Fahrzeugen sowie dem Niederhalten feindlicher Stellungen.

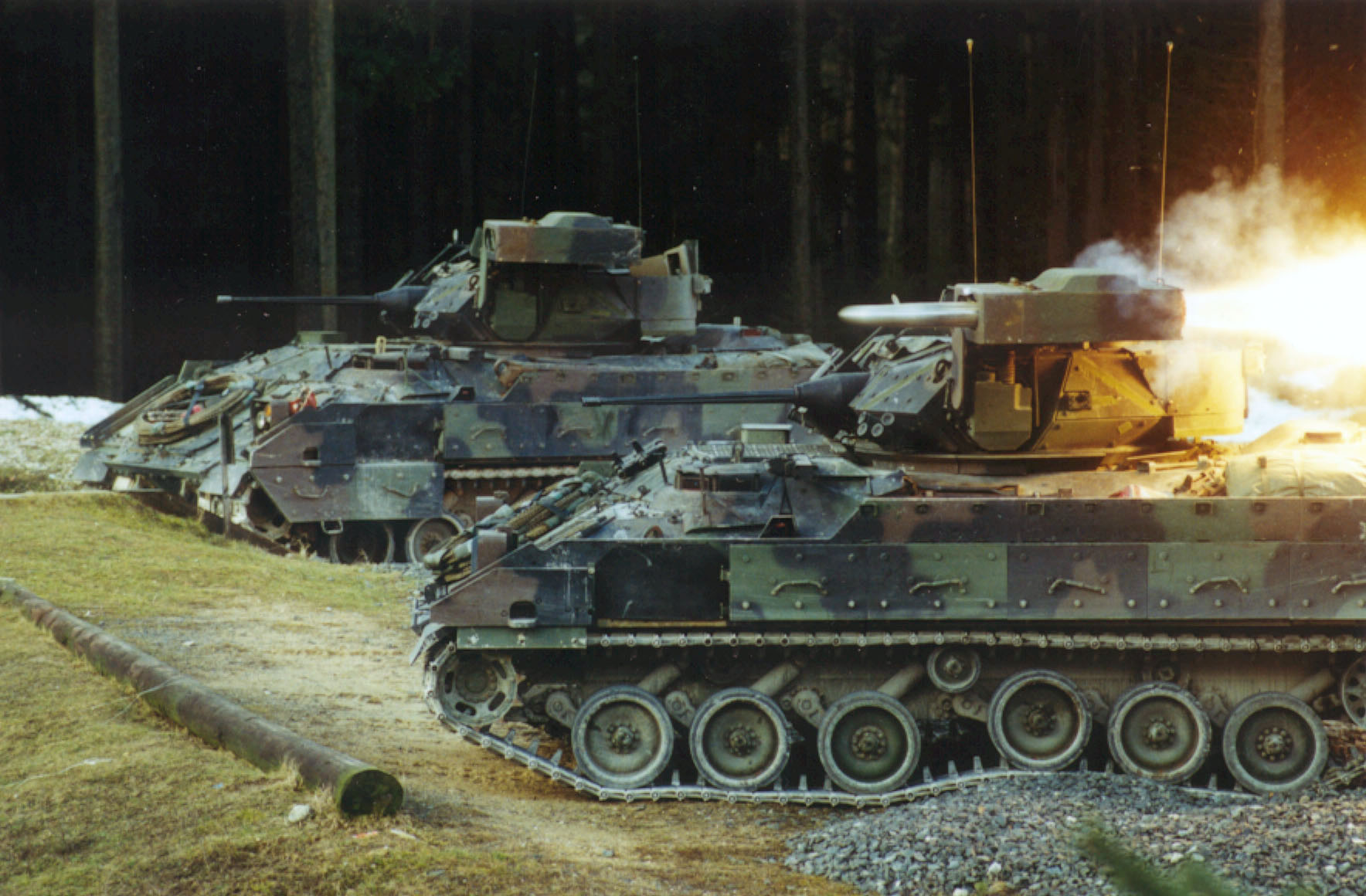
Ein M2 feuert eine TOW-Lenkwaffe ab

Das TOW-System ist während der Fahrt abgeklappt und liegt an der linken Seite des Turms an. Zur Benutzung muss der Panzer anhalten, woraufhin das Startgerät mittels eines elektrischen Antriebs aufgerichtet wird und feuerbereit ist. Mit ihm können Ziele in einer Entfernung von 65 m bis 3750 m unter allen Wetterbedingungen bekämpft werden. In dem gepanzerten Startgerät befinden sich zwei Lenkflugkörper, die nacheinander abgefeuert werden können, im M2 werden weitere fünf als Reserve mitgeführt. Der M3 führt aufgrund der kleineren Besatzung zehn Reserveflugkörper mit. Zum Nachladen wird das Startgerät auf seine höchste Erhöhung gebracht, um einem Soldaten im Kampfraum die Möglichkeit zu geben, das Gerät von hinten durch die Dachluke nachzuladen. Nach dem Abschluss der Operation Desert Storm bemängelten viele Richtschützen des Bradley die niedrige Geschwindigkeit, mit der das Startgerät aufgerichtet wird, da der Panzer in dieser Zeit unbeweglich ist und ein leichtes Ziel abgibt. Weiterhin wurden oftmals Lenkflugkörper auf Ziele abgeschossen, die sich außerhalb der Reichweite befanden, da das Fahrzeug zu diesem Zeitpunkt nicht über einen Entfernungsmesser verfügte.
Zur Tarnung im Gefecht oder während der Absitzphase stehen zwei elektrisch abfeuerbare Nebelmittelwurfanlagen zur Verfügung, die jeweils mit vier Nebelgranaten bestückt sind. Die beiden Werfer sind an der Front des Turms jeweils links und rechts der Hauptwaffe angebracht. Mit ihnen kann innerhalb von drei Sekunden ein blickdichter Rauchvorhang vor dem Fahrzeug erzeugt werden.
Der Infanterietrupp des M2 kann im abgesessenen Einsatz mitgeführte Waffen wie das Javelin-System zur Panzerabwehr einsetzen. Während des aufgesessenen Kampfes können die Soldaten bis zur Variante M2A1 durch seitlich und am Heck angebrachte Kugelblenden mit M231-Gewehren (eine gekürzte Ausführung des M16) kämpfen, ab der Version M2A2 sind nur noch die hinteren Luken einsetzbar. Die Soldaten können beim aufgesessenen Kampf nur Unterdrückungsfeuer leisten, da ein genaues Zielen mit den M231 durch die Schießluken nicht möglich ist.

### Antrieb und Laufwerk

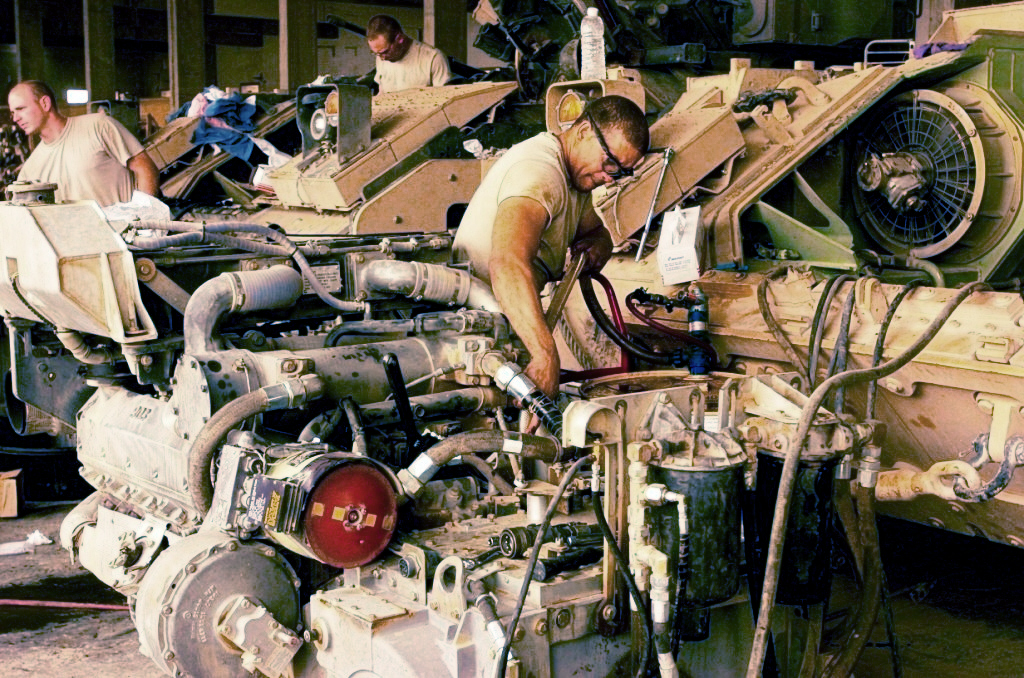
Ein Motor während der Wartung

Die A3-Version des Bradley wird durch einen 600 PS starken, wassergekühlten Dieselmotor mit acht Zylindern und Turboaufladung angetrieben. Der Motor hat einen Hubraum von 14,8 l und wiegt 1112 kg. Die maximale Leistung von 440 kW wird bei einer Drehzahl von 2600/min erreicht. Das maximale Drehmoment von 1340 Nm liegt bei einer Drehzahl von 2350/min an. Die Kraft wird über ein automatisches hydromechanisches Getriebe mit drei Gängen übertragen. Das Getriebe übernimmt das Bremsen, die Lenkung und den Gangwechsel. Motor und Getriebe sind zu einem Block zusammengefasst, was den Austausch unter Gefechtsbedingungen wesentlich erleichtert. Die Kraftstofftanks fassen 662 l. Als Treibstoff wird normalerweise Diesel oder JP-8 verwendet.
Das Kettenlaufwerk besteht aus jeweils sechs gummibereiften Laufrollen an jeder Seite. Das Antriebsrad befindet sich vorn. Das Durchhängen der Kette wird durch drei Stützrollen auf jeder Seite verhindert. Die vorderen und hinteren Rollen stützen die Kette nur an der Innenseite, die mittleren Rollen stützen sowohl an der Innen- als auch an der Außenseite. Die Federung erfolgt über Torsionsstäbe und Stoßdämpfer, die an der ersten, zweiten, dritten und sechsten Laufrolle angebracht sind. Die 53 cm breite Kette besteht aus 84 Kettengliedern auf der linken und 82 Gliedern auf der rechten Seite, die mit auswechselbaren Gummipolstern ausgestattet sind. Die Kette liegt auf einer Länge von 391 cm auf dem Boden auf.

### Panzerung

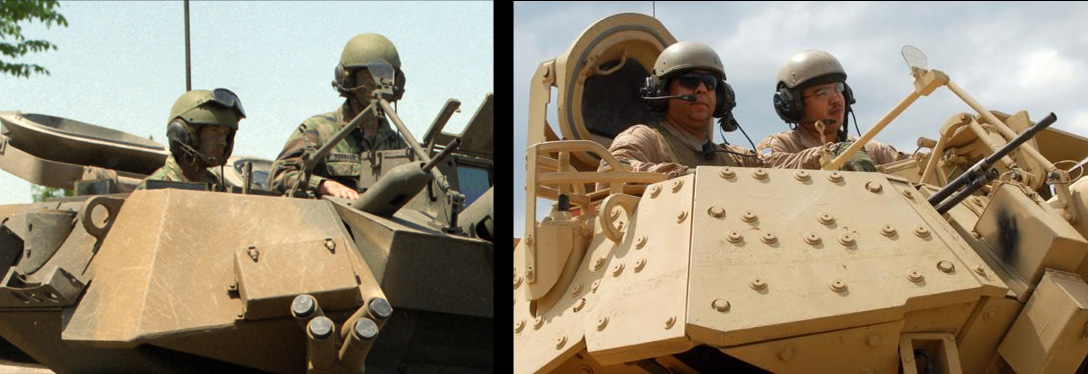
Vergleich zwischen der Turmpanzerung eines frühen M2/M3 (links) und einer späteren Variante (rechts, A2/A3) mit zusätzlich angebrachter Stahlpanzerung

Die selbsttragende Wanne des Bradley ist aus der geschweißten Aluminiumlegierung 5083 gefertigt. An den Seiten wurde zusätzlich die Legierung 7039 verwendet, die bessere Schutzeigenschaften gegenüber panzerbrechender Munition aufweist. Bei neueren Versionen wurde diese durch die Legierung 7017 ersetzt. Aluminium bietet bei gleichem Gewicht einen besseren Panzerschutz als eine Stahlpanzerung, muss dafür aber etwa die dreifache Dicke aufweisen. Da die Außenabmessungen des Fahrzeugs jedoch nicht beliebig vergrößert werden konnten, bietet die Aluminiumpanzerung nur etwa ein Drittel des Schutzes, den eine Stahlpanzerung gleicher Dicke bieten würde. Um zusätzlichen Schutz zu gewährleisten, war deshalb zusätzlich noch Schottpanzerung an den Seiten angebracht. Diese besteht aus zwei etwa 6,4 mm dicken Stahlplatten, zwischen denen ein 2,54 cm breiter Abstand besteht. Zum Schutz vor Minen ist im vorderen Drittel der unteren Wanne eine 9,5 mm dicke Stahlplatte angebracht. Der Turm besteht ebenfalls aus geschweißtem Aluminium mit aufgenieteten Stahlplatten. Die Panzerung der Ursprungsversion und der Version A1 des Bradley schützte den Panzer vor Beschuss aus Waffen bis zum Kaliber 14,5 mm und Splittern von 155-mm-Artilleriegeschossen.
Ab der Version A2 wurde der Panzerschutz des Bradley erheblich erhöht. An der Wannenfront, den Seiten und dem Wannenboden wurde zusätzliche massive Stahlpanzerung angebracht. Das Heck und der obere Teil des Laufwerks wurden durch Stahl-Schottpanzerung zusätzlich geschützt. Der Turm erhielt an der Front und an den Seiten ebenfalls Stahlpanzerung, am Heck wurde ein Staukorb aus Stahl angebracht, der gleichzeitig als Zusatzpanzerung fungierte. Ab dieser Version war der Panzer auch gegen Beschuss aus Waffen bis zum Kaliber 30 mm geschützt. Die Zusatzpanzerung bot Anbringungspunkte für reaktive Panzerungselemente.
Im Irakkrieg stellte sich heraus, dass die Bradleys sehr empfindlich auf Angriffe mit Brandmitteln reagieren, da Aluminium bereits bei relativ geringen Temperaturen um 400 °C seine Festigkeit verliert. Insbesondere interne Kraftstoff- oder Munitionsbrände stellen hierbei eine Gefährdung dar. Gelingt es der Besatzung nicht, einen solchen Brand schnell zu löschen, verliert die gesamte Wanne ihre tragende Wirkung, was zur Folge hat, dass der Panzer förmlich in sich zusammenfällt.

### Optik und Sensoren

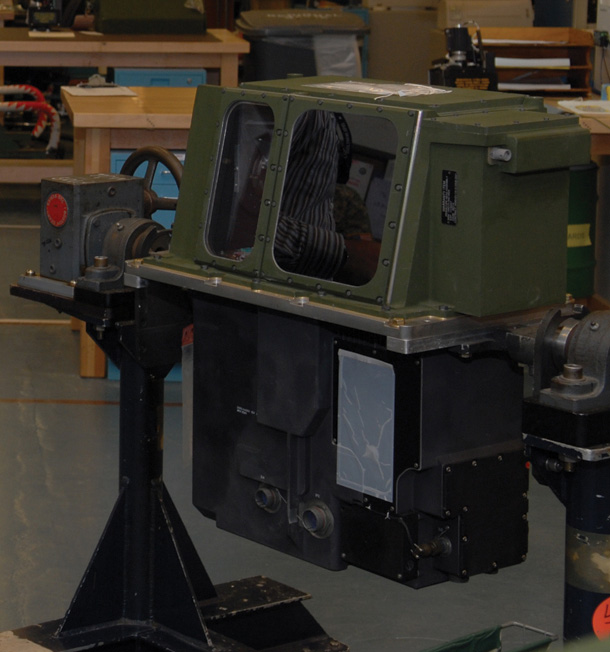
Eine Integrated Sight Unit in einer Werkshalle

Dem Kommandanten stehen zur Beobachtung des Gefechtsfelds drei Winkelspiegel zur Verfügung, die nach vorne, rechts vorne und nach rechts gerichtet sind. Weiterhin kann er über eine Schnittstelle auf die Optik des Richtschützen zurückgreifen. Ab der Version A3 verfügt der Kommandant zusätzlich über ein eigenes, unabhängiges Wärmebildgerät. Der Richtschütze verfügt ebenfalls über Winkelspiegel, die nach vorne und zu den Seiten gerichtet sind. Seine Integrated Sight Unit (ISU) genannte Hauptoptik verfügt sowohl über einen Tag- als auch einen Wärmebildkanal mit vier- und zwölffacher Vergrößerung. Für Notfälle steht dem Kommandanten und dem Richtschützen eine Notoptik mit Tagsichtkanal und fünffacher Vergrößerung zur Verfügung. Auf dem Turmdach befindet sich eine Metallkonstruktion, die es dem Kommandanten, falls er „über der Luke“ fährt, erlaubt, die Waffe grob auf ein Ziel auszurichten. Der Fahrer verfügt über vier Winkelspiegel, die nach vorne und nach links gerichtet sind. Der mittlere Winkelspiegel kann durch einen Restlichtverstärker ersetzt werden. Ab der Version M2A2 ODS verfügt der Fahrer über ein Wärmebildgerät, das klare Sicht bis etwa 150 m ermöglicht. Die Infanteristen im Kampfraum verfügen über Winkelspiegel, die nach hinten und zu den Seiten gerichtet sind.

### Führungs- und Kommunikationsmittel
Die Funkgeräteausstattung des Bradley bestand ursprünglich aus dem analogen VRC-12-VHF-FM, das noch aus den 1960er-Jahren stammte. Die Funkgeräte dieser Modellreihe waren extrem unzuverlässig und wiesen eine Mean Time Between Failures (MTBF) von lediglich 250 Stunden auf. Während der ersten Einsätze im Irak berichteten einige Panzerbesatzungen davon, dass die Funkgeräte fast während des gesamten Einsatzes nicht funktionsfähig waren. Teilweise mussten die Besatzungen mehrere zusätzliche Funkgeräte mitführen, um defekte zu ersetzen, oder sie griffen auf Flaggen zurück, um Befehle zu übermitteln. Die Ausstattung der Verbände mit neuen SINCGARS-Anlagen erfolgte zwar ab 1989, zum Zeitpunkt des Einmarsches des Iraks in Kuwait war jedoch lediglich ein Bataillon mit den neuen Geräten ausgestattet. Das neue digitale Funkgerät wies eine MTBF von 7000 Stunden auf und konnte in einem abhörsicheren Frequenzwechselmodus betrieben werden.
Zur Führung des Fahrzeugs konnte der Kommandant bis zur Version A2 lediglich auf mitgeführte Karten zurückgreifen, wobei die Bestimmung der eigenen Position anhand von Geländevergleichen erfolgen konnte. Während der Operation Desert Storm konnten die Verbände aufgrund fehlender markanter Punkte in der Wüste nur mit Hilfe ziviler GPS-Geräte navigieren. Ab der Version A3 wurde ein automatisches Positionsbestimmungs- und Navigationssystem namens Positioning Navigation System (PNS) in die Bradleys integriert. Dieses besteht aus einer Trägheitsnavigationsanlage und einem GPS-Empfänger. Das Trägheitsnavigationssystem bestimmt dabei laufend die Position des Fahrzeugs und wird in regelmäßigen Abständen vom GPS aktualisiert. Die Position des Fahrzeugs, seine Richtung, Wegpunkte und ähnliches werden der Besatzung auf Flachbildschirmen angezeigt. Das PNS ist in das Feuerleitsystem des Bradley integriert, so dass die Position von Zielen, deren Entfernung zum Panzer mit dem Laser bestimmt wurde, automatisch auf den Bildschirmen angezeigt wird.

### Besatzung

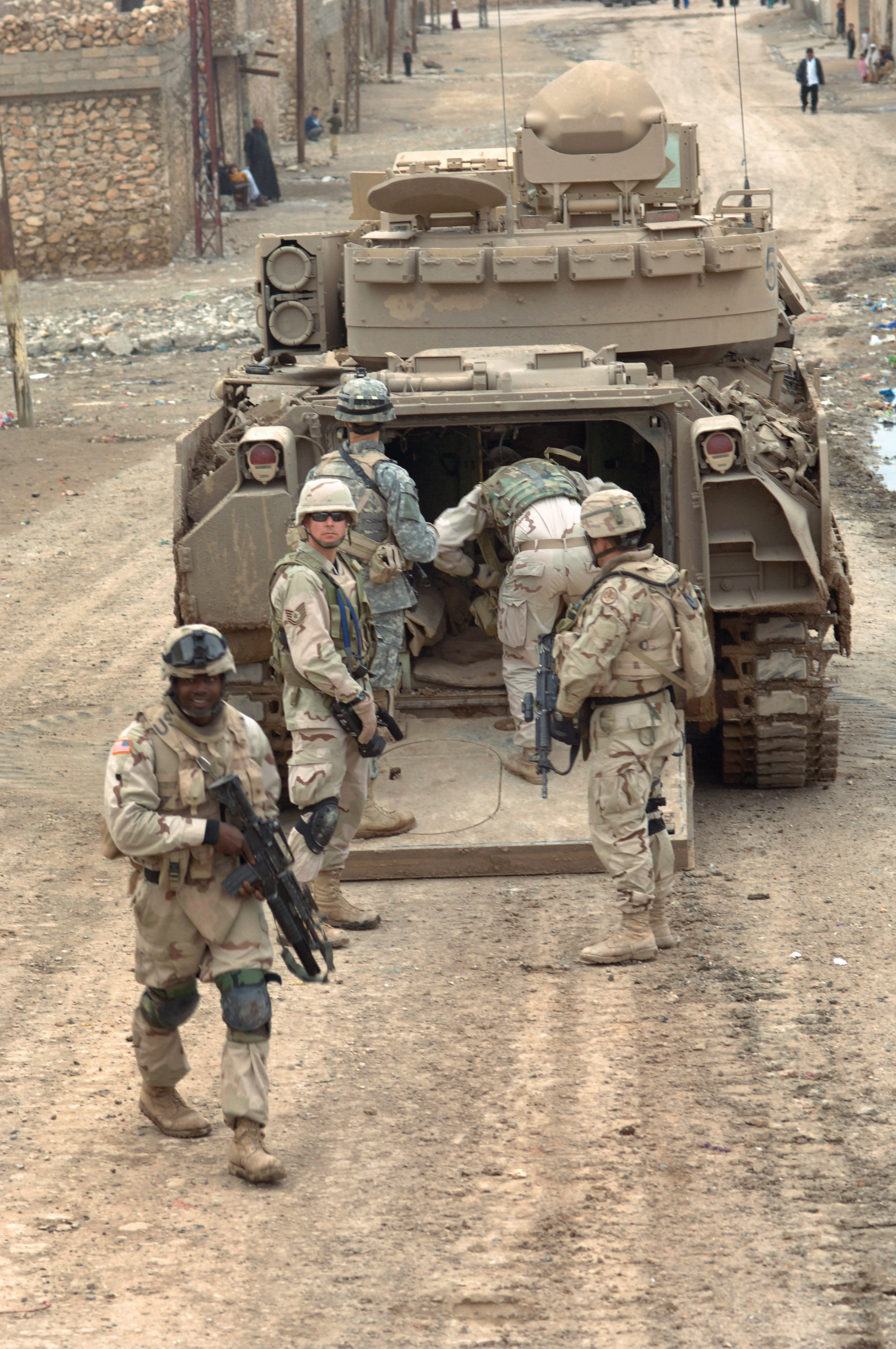
Ein Infanterietrupp beim Aufsitzen

Die Besatzung des M2 besteht aus insgesamt neun beziehungsweise zehn Soldaten: dem Fahrer, dem Kommandanten und dem Richtschützen sowie dem aus sechs, heute sieben Soldaten bestehenden Infanterietrupp. Der Kommandant und Gruppenführer kann je nach Lage mit absitzen und übernimmt dann die Führung des Infanterietrupps.
Der Fahrer sitzt vorne links im Fahrzeug unter einer einteiligen Luke neben dem Motor. Er steuert den Panzer nach den Befehlen des Kommandanten, wobei er im Gefecht die Fahrstrecke in der Regel selbstständig wählt. Zudem ist er für Wartungsarbeiten am Panzer verantwortlich. Der Kommandant sitzt auf der rechten Seite des Turms. Er führt den Panzer, hält die Funkverbindung zur übergeordneten Führungsebene und klärt Ziele auf. Weiterhin ist er für das Laden des koaxialen Maschinengewehrs verantwortlich. Bis zur Version A2 musste er den Richtschützen bei der Entfernungsermittlung während des Feuerkampfes unterstützen. Der Richtschütze sitzt links im Turm neben dem Kommandanten. Er beobachtet das Gefechtsfeld und führt den Feuerkampf nach den Befehlen des Kommandanten.
Der Infanterietrupp ist im Heck des Fahrzeugs untergebracht. Die sechs Soldaten waren bis zur Version A2 ODS wie folgt untergebracht:
- Ein Soldat sitzt links neben dem Turm mit Blickrichtung nach vorn.
- Ein Soldat sitzt hinten links im Kampfraum mit Blickrichtung nach innen.
- Zwei Soldaten sitzen hinten rechts im Kampfraum mit Blickrichtung nach hinten.
- Zwei Soldaten sitzen hinter dem Turm mit Blickrichtung nach vorn.

Mit der Version A2 ODS wurde das Sitzkonzept geändert; die einzelnen Sitze wurden zugunsten von zwei abklappbaren Bänken im hinteren Kampfraum aufgegeben. Auf diesen sitzen sich jeweils drei Soldaten gegenüber, während ein weiterer Soldat hinter dem Fahrer sitzt. Auf diese Weise wurde zum einen die Absitzstärke auf sieben Soldaten erhöht, zum anderen können die Soldaten den Panzer wesentlich schneller verlassen. Die Soldaten können das Fahrzeug durch eine hydraulisch betriebene Luke im Heck, die innerhalb von fünf Sekunden geöffnet und geschlossen werden kann, verlassen und betreten.
Die Besatzung des M3 besteht aus fünf Soldaten: dem Fahrer, dem Kommandanten, dem Richtschützen und zwei Aufklärern.

### Technische Daten
| Bezeichnung                  | Bezeichnung                  | M2 Bradley IFV                                                                              | M2A1                                                                                        | M2A1                                                                                        | M2A2                                                                                        | M2A2                                                                                        | M2A2                                                                                        | M2A2 ODS                                                                                    | M2A2 ODS                                                                                    | M2A2 ODS                                                                                    | M2A2 ODS                                                                                    | M2A3                                                                                        | M2A3                                                                                        | M2A3                                                                                        | M2A3                                                                                        | M2A3                                                                                        |
| ---------------------------- | ---------------------------- | ------------------------------------------------------------------------------------------- | ------------------------------------------------------------------------------------------- | ------------------------------------------------------------------------------------------- | ------------------------------------------------------------------------------------------- | ------------------------------------------------------------------------------------------- | ------------------------------------------------------------------------------------------- | ------------------------------------------------------------------------------------------- | ------------------------------------------------------------------------------------------- | ------------------------------------------------------------------------------------------- | ------------------------------------------------------------------------------------------- | ------------------------------------------------------------------------------------------- | ------------------------------------------------------------------------------------------- | ------------------------------------------------------------------------------------------- | ------------------------------------------------------------------------------------------- | ------------------------------------------------------------------------------------------- |
| Typ                          | Typ                          | Schützenpanzer                                                                              | Schützenpanzer                                                                              | Schützenpanzer                                                                              | Schützenpanzer                                                                              | Schützenpanzer                                                                              | Schützenpanzer                                                                              | Schützenpanzer                                                                              | Schützenpanzer                                                                              | Schützenpanzer                                                                              | Schützenpanzer                                                                              | Schützenpanzer                                                                              | Schützenpanzer                                                                              | Schützenpanzer                                                                              | Schützenpanzer                                                                              | Schützenpanzer                                                                              |
| Besatzung                    | Besatzung                    | 3 + 6                                                                                       | 3 + 6                                                                                       | 3 + 6                                                                                       | 3 + 6                                                                                       | 3 + 6                                                                                       | 3 + 6                                                                                       | 3 + 7                                                                                       | 3 + 7                                                                                       | 3 + 7                                                                                       | 3 + 7                                                                                       | 3 + 7                                                                                       | 3 + 7                                                                                       | 3 + 7                                                                                       | 3 + 7                                                                                       | 3 + 7                                                                                       |
| Motor                        | Motor                        | 8-Zylinder-Dieselmotor Cummins VTA-903T mit Turbolader                                      | 8-Zylinder-Dieselmotor Cummins VTA-903T mit Turbolader                                      | 8-Zylinder-Dieselmotor Cummins VTA-903T mit Turbolader                                      | 8-Zylinder-Dieselmotor Cummins VTA-903T mit Turbolader                                      | 8-Zylinder-Dieselmotor Cummins VTA-903T mit Turbolader                                      | 8-Zylinder-Dieselmotor Cummins VTA-903T mit Turbolader                                      | 8-Zylinder-Dieselmotor Cummins VTA-903T mit Turbolader                                      | 8-Zylinder-Dieselmotor Cummins VTA-903T mit Turbolader                                      | 8-Zylinder-Dieselmotor Cummins VTA-903T mit Turbolader                                      | 8-Zylinder-Dieselmotor Cummins VTA-903T mit Turbolader                                      | 8-Zylinder-Dieselmotor Cummins VTA-903T mit Turbolader                                      | 8-Zylinder-Dieselmotor Cummins VTA-903T mit Turbolader                                      | 8-Zylinder-Dieselmotor Cummins VTA-903T mit Turbolader                                      | 8-Zylinder-Dieselmotor Cummins VTA-903T mit Turbolader                                      | 8-Zylinder-Dieselmotor Cummins VTA-903T mit Turbolader                                      |
| Leistung                     | Leistung                     | 370 kW (503 PS) bei 2600/min                                                                | 370 kW (503 PS) bei 2600/min                                                                | 370 kW (503 PS) bei 2600/min                                                                | 440 kW (598 PS) bei 2600/min                                                                | 440 kW (598 PS) bei 2600/min                                                                | 440 kW (598 PS) bei 2600/min                                                                | 440 kW (598 PS) bei 2600/min                                                                | 440 kW (598 PS) bei 2600/min                                                                | 440 kW (598 PS) bei 2600/min                                                                | 440 kW (598 PS) bei 2600/min                                                                | 440 kW (598 PS) bei 2600/min                                                                | 440 kW (598 PS) bei 2600/min                                                                | 440 kW (598 PS) bei 2600/min                                                                | 440 kW (598 PS) bei 2600/min                                                                | 440 kW (598 PS) bei 2600/min                                                                |
| Getriebe                     | Getriebe                     | Hydromechanisches Automatikgetriebe L3 Combat Propulsion Systems HMPT-500                   | Hydromechanisches Automatikgetriebe L3 Combat Propulsion Systems HMPT-500                   | Hydromechanisches Automatikgetriebe L3 Combat Propulsion Systems HMPT-500                   | HMPT-500-3EC TEC                                                                            | HMPT-500-3EC TEC                                                                            | HMPT-500-3EC TEC                                                                            | HMPT-500-3EC TEC                                                                            | HMPT-500-3EC TEC                                                                            | HMPT-500-3EC TEC                                                                            | HMPT-500-3EC TEC                                                                            | HMPT-500-3EC TEC                                                                            | HMPT-500-3EC TEC                                                                            | HMPT-500-3EC TEC                                                                            | HMPT-500-3EC TEC                                                                            | HMPT-500-3EC TEC                                                                            |
| Fahrwerk                     | Fahrwerk                     | drehstabgefedertes Stützrollenlaufwerk                                                      | drehstabgefedertes Stützrollenlaufwerk                                                      | drehstabgefedertes Stützrollenlaufwerk                                                      | drehstabgefedertes Stützrollenlaufwerk                                                      | drehstabgefedertes Stützrollenlaufwerk                                                      | drehstabgefedertes Stützrollenlaufwerk                                                      | drehstabgefedertes Stützrollenlaufwerk                                                      | drehstabgefedertes Stützrollenlaufwerk                                                      | drehstabgefedertes Stützrollenlaufwerk                                                      | drehstabgefedertes Stützrollenlaufwerk                                                      | drehstabgefedertes Stützrollenlaufwerk                                                      | drehstabgefedertes Stützrollenlaufwerk                                                      | drehstabgefedertes Stützrollenlaufwerk                                                      | drehstabgefedertes Stützrollenlaufwerk                                                      | drehstabgefedertes Stützrollenlaufwerk                                                      |
| Über- Alles                  | Länge                        | 6450 mm                                                                                     | 6450 mm                                                                                     | 6450 mm                                                                                     | 6550 mm                                                                                     | 6550 mm                                                                                     | 6550 mm                                                                                     | 6550 mm                                                                                     | 6550 mm                                                                                     | 6550 mm                                                                                     | 6550 mm                                                                                     | 6550 mm                                                                                     | 6550 mm                                                                                     | 6550 mm                                                                                     | 6550 mm                                                                                     | 6550 mm                                                                                     |
| Über- Alles                  | Breite                       | 3200 mm                                                                                     | 3200 mm                                                                                     | 3200 mm                                                                                     | 3280 mm                                                                                     | 3280 mm                                                                                     | 3280 mm                                                                                     | 3280 mm                                                                                     | 3280 mm                                                                                     | 3280 mm                                                                                     | 3280 mm                                                                                     | 3280 mm                                                                                     | 3280 mm                                                                                     | 3280 mm                                                                                     | 3280 mm                                                                                     | 3280 mm                                                                                     |
| Über- Alles                  | Höhe                         | 3380 mm                                                                                     | 3380 mm                                                                                     | 3380 mm                                                                                     | 3380 mm                                                                                     | 3380 mm                                                                                     | 3380 mm                                                                                     | 3380 mm                                                                                     | 3380 mm                                                                                     | 3380 mm                                                                                     | 3380 mm                                                                                     | 3380 mm                                                                                     | 3380 mm                                                                                     | 3380 mm                                                                                     | 3380 mm                                                                                     | 3380 mm                                                                                     |
| Bodenfreiheit                | Bodenfreiheit                | 460 mm                                                                                      | 460 mm                                                                                      | 460 mm                                                                                      | 460 mm                                                                                      | 460 mm                                                                                      | 460 mm                                                                                      | 460 mm                                                                                      | 460 mm                                                                                      | 460 mm                                                                                      | 460 mm                                                                                      | 460 mm                                                                                      | 460 mm                                                                                      | 460 mm                                                                                      | 460 mm                                                                                      | 460 mm                                                                                      |
| Watfähigkeit                 | Watfähigkeit                 | 1200 mm                                                                                     | 1200 mm                                                                                     | 1200 mm                                                                                     | 1200 mm                                                                                     | 1200 mm                                                                                     | 1200 mm                                                                                     | 1200 mm                                                                                     | 1200 mm                                                                                     | 1200 mm                                                                                     | 1200 mm                                                                                     | 1200 mm                                                                                     | 1200 mm                                                                                     | 1200 mm                                                                                     | 1200 mm                                                                                     | 1200 mm                                                                                     |
| Grabenüber- schreitfähigkeit | Grabenüber- schreitfähigkeit | 2540 mm                                                                                     | 2540 mm                                                                                     | 2540 mm                                                                                     | 2100 mm                                                                                     | 2100 mm                                                                                     | 2100 mm                                                                                     | 2100 mm                                                                                     | 2100 mm                                                                                     | 2100 mm                                                                                     | 2100 mm                                                                                     | 2100 mm                                                                                     | 2100 mm                                                                                     | 2100 mm                                                                                     | 2100 mm                                                                                     | 2100 mm                                                                                     |
| Kletterfähigkeit             | Kletterfähigkeit             | 910 mm                                                                                      | 910 mm                                                                                      | 910 mm                                                                                      | 760 mm                                                                                      | 760 mm                                                                                      | 760 mm                                                                                      | 760 mm                                                                                      | 760 mm                                                                                      | 760 mm                                                                                      | 760 mm                                                                                      | 760 mm                                                                                      | 760 mm                                                                                      | 760 mm                                                                                      | 760 mm                                                                                      | 760 mm                                                                                      |
| Steigfähigkeit               | Steigfähigkeit               | 60 %                                                                                        | 60 %                                                                                        | 60 %                                                                                        | 60 %                                                                                        | 60 %                                                                                        | 60 %                                                                                        | 60 %                                                                                        | 60 %                                                                                        | 60 %                                                                                        | 60 %                                                                                        | 60 %                                                                                        | 60 %                                                                                        | 60 %                                                                                        | 60 %                                                                                        | 60 %                                                                                        |
| Querneigung                  | Querneigung                  | 40 %                                                                                        | 40 %                                                                                        | 40 %                                                                                        | 40 %                                                                                        | 40 %                                                                                        | 40 %                                                                                        | 40 %                                                                                        | 40 %                                                                                        | 40 %                                                                                        | 40 %                                                                                        | 40 %                                                                                        | 40 %                                                                                        | 40 %                                                                                        | 40 %                                                                                        | 40 %                                                                                        |
| Gefechtsgewicht              | Gefechtsgewicht              | 22.797 kg                                                                                   | 22.797 kg                                                                                   | 22.797 kg                                                                                   | 32.072 kg                                                                                   | 32.072 kg                                                                                   | 32.072 kg                                                                                   | 32.072 kg                                                                                   | 32.072 kg                                                                                   | 32.072 kg                                                                                   | 32.072 kg                                                                                   | 32.072 kg                                                                                   | 32.072 kg                                                                                   | 32.072 kg                                                                                   | 32.072 kg                                                                                   | 32.659 kg                                                                                   |
| Höchstge- schwin- digkeit    | Straße                       | 66 km/h                                                                                     | 66 km/h                                                                                     | 66 km/h                                                                                     | 61 km/h                                                                                     | 61 km/h                                                                                     | 61 km/h                                                                                     | 61 km/h                                                                                     | 61 km/h                                                                                     | 61 km/h                                                                                     | 61 km/h                                                                                     | 61 km/h                                                                                     | 61 km/h                                                                                     | 61 km/h                                                                                     | 61 km/h                                                                                     | 61 km/h                                                                                     |
| Höchstge- schwin- digkeit    | Wasser                       | 7 km/h                                                                                      | 7 km/h                                                                                      | 7 km/h                                                                                      | 7 km/h                                                                                      | 7 km/h                                                                                      | 7 km/h                                                                                      | 7 km/h                                                                                      | 7 km/h                                                                                      | 7 km/h                                                                                      | 7 km/h                                                                                      | 7 km/h                                                                                      | 7 km/h                                                                                      | 7 km/h                                                                                      | 7 km/h                                                                                      | 7 km/h                                                                                      |
| Kraftstoffmenge              | Kraftstoffmenge              | 746 Liter                                                                                   | 746 Liter                                                                                   | 746 Liter                                                                                   | 662 Liter                                                                                   | 662 Liter                                                                                   | 662 Liter                                                                                   | 662 Liter                                                                                   | 662 Liter                                                                                   | 662 Liter                                                                                   | 662 Liter                                                                                   | 662 Liter                                                                                   | 662 Liter                                                                                   | 662 Liter                                                                                   | 662 Liter                                                                                   | 662 Liter                                                                                   |
| Fahrbereich                  | Fahrbereich                  | 480 km                                                                                      | 480 km                                                                                      | 480 km                                                                                      | 400 km                                                                                      | 400 km                                                                                      | 400 km                                                                                      | 400 km                                                                                      | 400 km                                                                                      | 400 km                                                                                      | 400 km                                                                                      | 400 km                                                                                      | 400 km                                                                                      | 400 km                                                                                      | 400 km                                                                                      | 400 km                                                                                      |
| Bewaffnung                   | Bewaffnung                   | 1× 25-mm-Maschinenkanone M242 Bushmaster 1× 7,62-mm-Maschinengewehr TOW-System              | 1× 25-mm-Maschinenkanone M242 Bushmaster 1× 7,62-mm-Maschinengewehr TOW-System              | 1× 25-mm-Maschinenkanone M242 Bushmaster 1× 7,62-mm-Maschinengewehr TOW-System              | 1× 25-mm-Maschinenkanone M242 Bushmaster 1× 7,62-mm-Maschinengewehr TOW-System              | 1× 25-mm-Maschinenkanone M242 Bushmaster 1× 7,62-mm-Maschinengewehr TOW-System              | 1× 25-mm-Maschinenkanone M242 Bushmaster 1× 7,62-mm-Maschinengewehr TOW-System              | 1× 25-mm-Maschinenkanone M242 Bushmaster 1× 7,62-mm-Maschinengewehr TOW-System              | 1× 25-mm-Maschinenkanone M242 Bushmaster 1× 7,62-mm-Maschinengewehr TOW-System              | 1× 25-mm-Maschinenkanone M242 Bushmaster 1× 7,62-mm-Maschinengewehr TOW-System              | 1× 25-mm-Maschinenkanone M242 Bushmaster 1× 7,62-mm-Maschinengewehr TOW-System              | 1× 25-mm-Maschinenkanone M242 Bushmaster 1× 7,62-mm-Maschinengewehr TOW-System              | 1× 25-mm-Maschinenkanone M242 Bushmaster 1× 7,62-mm-Maschinengewehr TOW-System              | 1× 25-mm-Maschinenkanone M242 Bushmaster 1× 7,62-mm-Maschinengewehr TOW-System              | 1× 25-mm-Maschinenkanone M242 Bushmaster 1× 7,62-mm-Maschinengewehr TOW-System              | 1× 25-mm-Maschinenkanone M242 Bushmaster 1× 7,62-mm-Maschinengewehr TOW-System              |
| Munition                     | Munition                     | 900 Patronen für die Maschinenkanone 4400 Patronen für das Maschinengewehr 7 Lenkflugkörper | 900 Patronen für die Maschinenkanone 4400 Patronen für das Maschinengewehr 7 Lenkflugkörper | 900 Patronen für die Maschinenkanone 4400 Patronen für das Maschinengewehr 7 Lenkflugkörper | 900 Patronen für die Maschinenkanone 4400 Patronen für das Maschinengewehr 7 Lenkflugkörper | 900 Patronen für die Maschinenkanone 4400 Patronen für das Maschinengewehr 7 Lenkflugkörper | 900 Patronen für die Maschinenkanone 4400 Patronen für das Maschinengewehr 7 Lenkflugkörper | 900 Patronen für die Maschinenkanone 4400 Patronen für das Maschinengewehr 7 Lenkflugkörper | 900 Patronen für die Maschinenkanone 4400 Patronen für das Maschinengewehr 7 Lenkflugkörper | 900 Patronen für die Maschinenkanone 4400 Patronen für das Maschinengewehr 7 Lenkflugkörper | 900 Patronen für die Maschinenkanone 4400 Patronen für das Maschinengewehr 7 Lenkflugkörper | 900 Patronen für die Maschinenkanone 4400 Patronen für das Maschinengewehr 7 Lenkflugkörper | 900 Patronen für die Maschinenkanone 4400 Patronen für das Maschinengewehr 7 Lenkflugkörper | 900 Patronen für die Maschinenkanone 4400 Patronen für das Maschinengewehr 7 Lenkflugkörper | 900 Patronen für die Maschinenkanone 4400 Patronen für das Maschinengewehr 7 Lenkflugkörper | 900 Patronen für die Maschinenkanone 4400 Patronen für das Maschinengewehr 7 Lenkflugkörper |

## Einsatz

### Einsatzprofil
Der M2 wurde dazu entwickelt, eine Infanteriegruppe unter Panzerschutz auf dem Gefechtsfeld zu transportieren und Aufklärungsaufgaben zu übernehmen. Im Zusammenwirken mit abgesessener Infanterie soll er Unterdrückungsfeuer leisten und feindliche Kampfpanzer oder andere gepanzerte Fahrzeuge niederhalten oder zerstören. Dazu wirkt er im Rahmen des Gefechts der verbundenen Waffen mit dem Kampfpanzer M1 Abrams zusammen, um gegnerische Panzer und Infanterie zu bekämpfen.

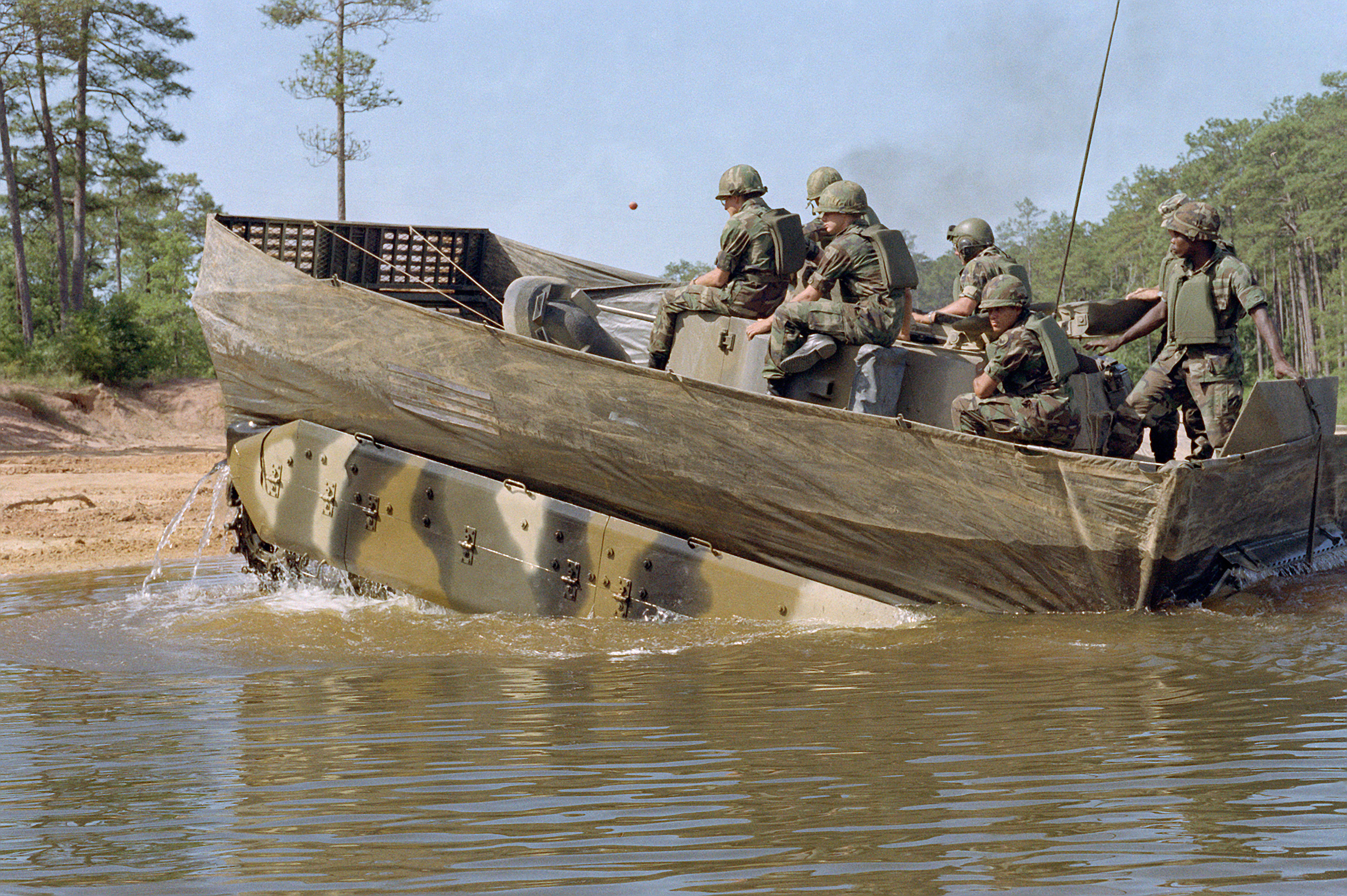
Ein M2 bei der Durchquerung eines Gewässers mit Hilfe des Schwimmkragens

Während der Operation Desert Storm wurden Kampfbataillone aus zwei Kompanien M2 Bradley und zwei Kompanien M1 Abrams gebildet, bestehend aus jeweils 13 Fahrzeugen (Drei Züge mit jeweils vier Fahrzeugen sowie einem Fahrzeug für den Kompaniechef). Die M1 bildeten während des Angriffs aufgrund ihrer besseren Panzerung die Spitze, während die M2 den Flankenschutz übernahmen und beim Zusammentreffen mit gegnerischen Kräften Angriffe auf deren Flanken durchführen konnten. Seit dem Irakkrieg 2003 liegt der Aufgabenschwerpunkt in der Unterstützung eigener Infanteriekräfte in urbanem Gelände. Der M2 leistet dabei mit seiner Maschinenkanone Unterstützungs- und Unterdrückungsfeuer. Weiterhin besteht die Möglichkeit, mit der panzerbrechenden Munition befestigte Stellungen zu bekämpfen oder Einbruchsstellen durch Häuserwände zu schaffen. Das Fahrzeug war in der Originalausführung M2 durch das Anbringen eines Schwimmkragens voll amphibisch und wurde im Wasser durch die Ketten angetrieben. Das Anbringen des Schwimmkragens durch die Besatzung nahm etwa 30 Minuten in Anspruch. Die Schwimmfähigkeit ist ab der Version M2A1 nur noch durch die Verwendung mehrerer aufblasbarer Pontons vorhanden, da der Schwimmkragen durch das gestiegene Gewicht nicht mehr genügend Auftrieb lieferte. Ohne Hilfsmittel ist der Panzer nur noch bis zu einer Wassertiefe von 1,20 m watfähig. Bei Einsätzen unter ABC-Kontaminierung steht dem Fahrer, dem Kommandanten und dem Richtschützen ab der Version A1 ein eingebautes Luftfiltersystem zur Verfügung, die Infanteristen im Kampfraum sind auf eigene ABC-Schutzausrüstung angewiesen, können das Fahrzeug jedoch noch verlassen. Der M2/M3 ist in allen Versionen in den Flugzeugen C-5 Galaxy und C-17 Globemaster luftverladbar.
Der M3 wurde als Spähpanzer konzipiert, ist jedoch im Wesentlichen baugleich mit dem M2. Die einzigen Unterschiede bestehen darin, dass kein Infanterietrupp im Panzer mitfährt und stattdessen zehn Panzerabwehrlenkflugkörper mitgeführt werden. Dem Beobachtungssoldaten steht zusätzliche Beobachtungsausrüstung zur Verfügung. Seine Aufgabe ist die Spähaufklärung hinter den feindlichen Linien oder die Gefechtsfeldaufklärung vor den eigenen Kräften während eines Angriffs.

### Einsätze

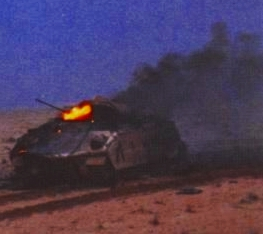
Ein während der Operation Desert Storm abgeschossener Bradley im Irak

Der M2/M3 kam bislang in größerem Umfang während der Operation Desert Storm (1991) und des Irakkrieges (2003) zum Einsatz. Bei beiden Konflikten zeigte sich, dass das Fahrzeug im Angriff mit dem M1 Schritt halten konnte, um diesen beim Kampf gegen schwach und mittelstark gepanzerte Ziele zu unterstützen. Mit der 25-mm-Uranmunition konnten Schützenpanzer vom Typ BMP-1 und BMP-2 vernichtet werden, unter günstigen Umständen, wie beispielsweise beim Angriff auf die Seiten oder das Heck, sogar Kampfpanzer älterer Bauart wie der T-55. Gegen Kampfpanzer wie den T-72 konnten sich die Bradleys mit Hilfe der TOW-Raketen auch ohne Hilfe durch eigene Kampfpanzer durchsetzen. Während des Zweiten Golfkrieges wurden mehr irakische Panzer durch die M2 zerstört als durch die M1-Kampfpanzer. Während der Gefechte wurden lediglich drei M2 durch feindliches Feuer ausgeschaltet, weitere 17 wurden durch Eigenbeschuss zerstört. Während des Irakkrieges 2003 bewährte sich der M2 in ähnlicher Weise, durch den verstärkten Einsatz in bebautem Gelände sind die Verlustzahlen mittlerweile deutlich angestiegen. Zwischen dem Ende des Krieges und 2006 wurden 50 Bradleys durch Kampfhandlungen zerstört.
Der M3 war während des Golfkriegs 1991 bei den Aufklärungseinheiten nicht sonderlich beliebt. Durch seine Größe, die hohe Lautstärke und die generelle Konzeption als Schützenpanzer war er für die Bedürfnisse der Aufklärer nicht die optimale Lösung. Manöver in den 1980er-Jahren hatten diese Probleme bereits aufgezeigt, so dass Aufklärungseinheiten mit den kleineren und leiseren HMMWVs ausgestattet wurden. Da diese Umrüstung 1991 jedoch noch nicht abgeschlossen war, kam der M3 noch in seiner Rolle als Aufklärungsfahrzeug zum Einsatz. Überzählige M3s wurden den Kampfpanzern als Unterstützung zur Seite gestellt. Während des Irakkriegs 2003 und der anschließenden Besetzung des Iraks wurde jedoch klar, dass die HMMWVs den Aufklärern nicht genug Schutz boten und zu wenig Feuerkraft hatten, so dass der M3 wieder für Aufklärung, Flankenschutz und Konvoi-Eskorten herangezogen wurde.
Im Russisch-Ukrainischen Krieg werden seit Anfang Juni 2023 Bradleys im größeren Maßstab eingesetzt. Laut Osintquellen wurden bis August 2025 mindestens 181 M2A2 Bradley ODS-SA zerstört, beschädigt oder verlassen.

### Nutzer
Neben den USA nutzen Saudi-Arabien, der Libanon, Kroatien und die Ukraine den Bradley.
1988 stellte Saudi-Arabien einen Kaufantrag über 200 M2-Fahrzeuge, der noch im gleichen Jahr vom US-Kongress bewilligt wurde. Die ersten beiden Exemplare wurden 1989 zu Testzwecken übergeben, die restlichen 198 folgten in zwei Losen in den Jahren 1990 und 1991. Nach der Auslieferung des ersten Loses wurde ein weiterer Kaufantrag über 200 zusätzliche Fahrzeuge gestellt, die ebenfalls in zwei Losen bis 1993 ausgeliefert wurde.
Kroatien entschied sich Anfang 2022 zum Kauf von 89 Fahrzeugen.
US-Präsident Joe Biden entschied laut Nachrichtenmeldungen vom 5. Januar 2023, der Ukraine für ihren Abwehrkampf gegen den russischen Überfall seit dem 24. Februar 2022 etwa 50 Bradley-Panzer zu übergeben. Bis zum 20. Januar erhöhte sich diese Zahl um 59 auf insgesamt 109 Bradley. Nach Aussage des Stellvertretenden Verteidigungsminister, Oleksandr Pavlyuk, war bereits Ende Februar die Ausbildung eines ersten ukrainischen Battalions abgeschlossen.
Laut Schätzungen (Stand September 2024) hat die Ukraine von rund 300 erhaltenen Bradley über 100 Stück verloren (zerstört, beschädigt oder erbeutet). Im „Duell“ mit russischen Kampfpanzern hat sich der „Bradley“ gut geschlagen.

### Zukunft
Die US Army plant, 30 der 77 bestehenden Brigaden im Rahmen des „Heavy Brigade Combat Team“-Konzepts mit Bradleys auszustatten. Für weitere fünf Brigaden sollen die entsprechenden Fahrzeuge in Reserve gehalten werden, was einen Gesamtbestand von 4900 Fahrzeugen ausmacht. Nach Plänen der Army soll der Bradley noch bis 2045 im Dienst verbleiben.
Das Unternehmen ATK Gun Systems Company entwickelte eine neue 30-mm-Maschinenkanone sowie eine neue Version der Bushmaster-Maschinenkanone im Kaliber 35 mm. Diese sollte lediglich durch Wechsel des Laufs auch 50-mm-Geschosse verschießen können. Beide Waffen sind für die Integration in das Gesamtkonzept geeignet, in nächster Zeit plant die US Army jedoch keine Einführung.
Anfang 2008 wurden zwei Aufträge im Wert von insgesamt 24,6 Millionen US-Dollar an BAE Systems für das so genannte Bradley Urban Survivability Kit (BUSK) vergeben. Dabei sollen 952 M2 und M3 aufgewertet werden. Das BUSK beinhaltet einen leistungsstarken Handscheinwerfer für den Kommandanten, durchsichtige Schutzschilde für den Kommandanten und den Richtschützen beim Fahren über der Luke, einen Gitterschutz für die Optiken und eine leichte, elektrisch nicht leitfähige Struktur auf dem Turmdach, um die Turmbesatzung und besonders die Antennen vor niedrig hängenden elektrischen Kabeln zu schützen. Weiterhin soll ein zusätzliches Maschinengewehr für den Kommandanten eingebaut werden, das unter Panzerschutz bedient werden kann und in das Feuerleitsystem des A3 eingebunden ist. Der Schutz gegen Minen und IEDs soll noch weiter verbessert werden. Die Rüstsätze für das BUSK können auch im Ausland durch Wartungspersonal der Army und Personal von BAE Systems angebracht werden, eine Rückführung des Fahrzeugs in die USA ist nicht erforderlich.
Das XM30 Mechanized Infantry Combat Vehicle (MICV), früher bekannt als Optionally Manned Fighting Vehicle (OMFV), ist ein Programm der US-Armee, welches den M2 Bradley ersetzen soll. Für den Wettbewerb um die Nachfolge des M2/M3 Bradley gründete Rheinmetall Gemeinschaftsunternehmen mit dem US-amerikanischen Konzern Raytheon. Im Erfolgsfall sollen die Panzer in den USA gebaut werden. Der Auftrag soll über 4000 Fahrzeuge umfassen und mit rund 45 Milliarden US-Dollar dotiert sein. Die US Army hat im Juli 2021 fünf Anbieter für die 2. Phase des Wettbewerbes ausgewählt. Am 26. Juni 2023 wurde bekannt gegeben, dass die zwei ausgewählten Anbieter General Dynamics Land Systems Inc. und American Rheinmetall Vehicles LLC mit der Lieferung der Prototypen beauftragt wurden. Der Gesamtwert der beiden Aufträge beläuft sich auf rund 1,6 Milliarden US-Dollar (umgerechnet 1,46 Milliarden Euro). Neben den beiden Unternehmen hatten auch Point Blank Enterprises, Oshkosh Defense in Zusammenarbeit mit dem südkoreanischen Hersteller Hanwah und BAE Systems digitale Entwürfe für die Phase 2 des Programms eingereicht. Gegen Ende des Haushaltsjahres 2027 soll ein Anbieter ausgewählt werden, dessen erste Fahrzeuge voraussichtlich 2029 an die Truppe ausgeliefert werden sollen.

## Varianten

### M2 und M3

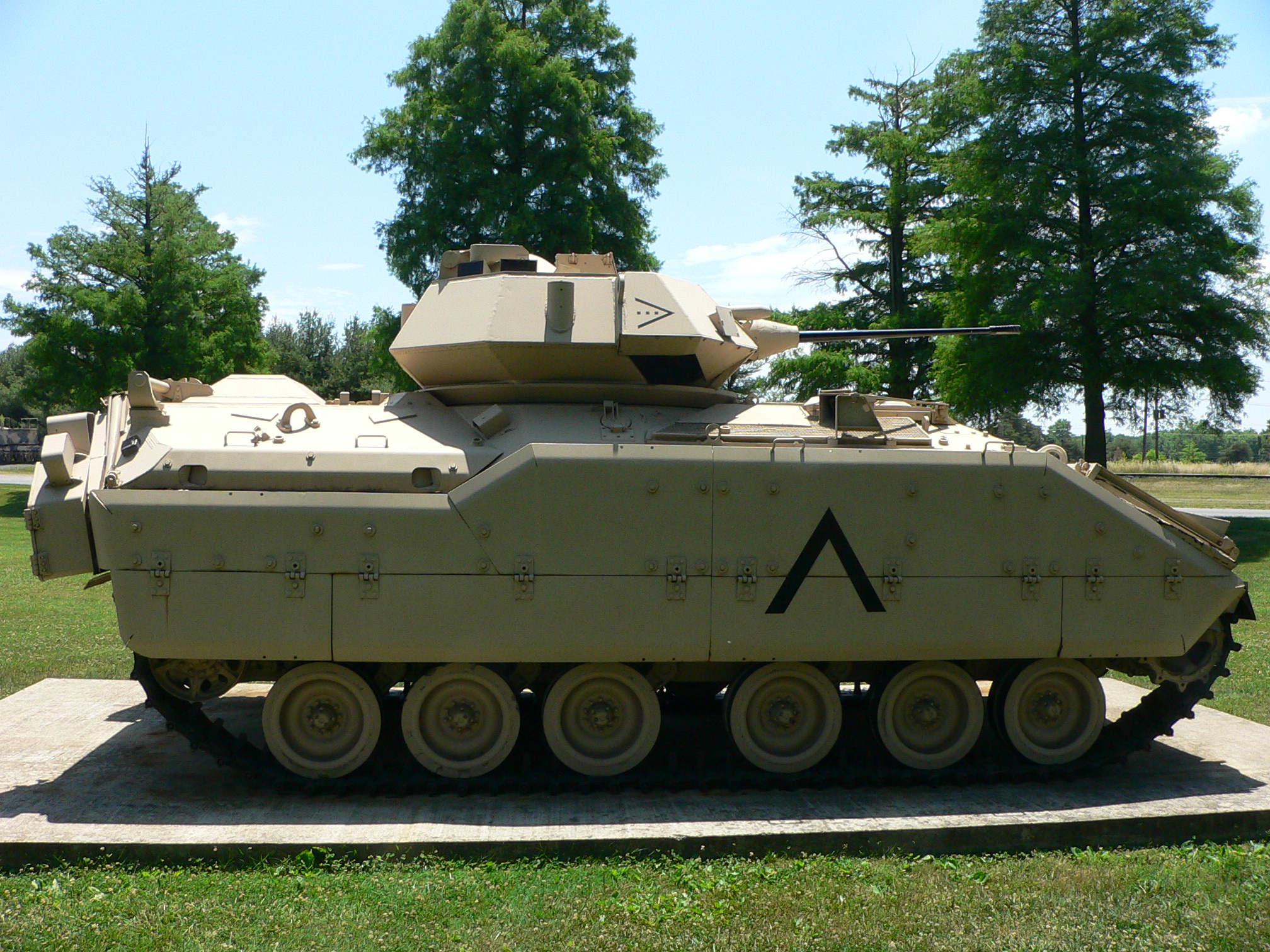
Ursprungsversion des M2

Die ursprüngliche Produktionsvariante. Es konnten noch nicht alle Varianten der TOW abgefeuert werden und ein ABC-Luftfiltersystem war noch nicht integriert. Die Besatzung war noch auf die Versorgung mit Lebensmitteln durch die entsprechenden Teile der Kompanie angewiesen, da noch keine Feldrationen mitgeführt wurden. Bis zum Produktionsstart der Variante M2A1 wurden etwa 2500 M2 produziert.

### M2A1 und M3A1
Die Variante A1 der jeweiligen Fahrzeuge wurde ab 1985 produziert und ab Mai 1986 ausgeliefert. Es konnten alle Versionen der TOW abgefeuert werden und ein ABC-Luftfiltersystem wurde für Fahrer, Kommandant und Richtschütze integriert.
Weitere kleine Änderungen waren:
- Verändertes Treibstoffsystem und Umstellung des Feuerlöschsystems von Halon auf Natriumhydrogencarbonat.
- Eine Polsterung für den Fahrersitz.
- Geänderte Bedienelemente für die Waffenanlage.
- Vereinfachte Verzurrgurte für die Ausrüstung.
- Mitgeführte Feldrationen.
- Mitgeführte Tarnnetze.
- Ersatz des Wassertanks durch zwei kleinere Tanks gleicher Gesamtkapazität.
- Ersatz des veralteten M47 Dragon Panzerabwehrsystems durch das leistungsfähigere Javelin Medium Antiarmor Weapon System.
- Spezielle, höhenverstellbare Sitze und erweiterte Beobachtungsausrüstung beim M3.
- Wegfall der Kugelblenden und Verbesserung der Beobachtungsausstattung beim M3.

Die Änderungen wurden auch als Block I improvements bezeichnet. Insgesamt wurden 1371 Fahrzeuge der Version A1 hergestellt.

### M2A2 und M3A2
Ab 1984, also noch vor der Durchführung der Änderung des Block I, wurde von der US Army eine Studie in Auftrag gegeben, die Maßnahmen bewerten sollte, um die Überlebensfähigkeit des M2 weiter zu erhöhen. Das Ergebnis dieser Studie waren folgende Maßnahmen: Die Aufbewahrung der Reservemunition für Kanone und Maschinengewehr wurde verändert, um die Explosionsgefahr zu verringern. Um die Überlebensfähigkeit des Panzers und der Besatzung zu erhöhen, wurden Turm und Wanne mit verstärkter Panzerung versehen sowie Schlüsselkomponenten im Fahrzeuginneren gepanzert und der gesamte Innenraum mit Gewebematten aus Kevlar ausgekleidet, um bei einer Penetration der Panzerung den Splitterflug zu verringern. Die Ersatzoptik des Kommandanten wurde mit einem Splitterschutz versehen, um widerstandsfähiger gegen Angriffe mit Handgranaten zu sein. Das Laufwerk wurde ebenfalls verbessert.
Die Maßnahmen für die Zusatzpanzerung hoben das Gewicht des Fahrzeugs auf über 30 Tonnen an. Um dessen Beweglichkeit zu erhalten, sollte ein leistungsgesteigerter Motor eingebaut werden, was auch die Modifikation des Getriebes und des Luftfilters erforderlich gemacht hätte. Die Produktion begann im Mai 1988, jedoch wurden die ersten 662 Fahrzeuge der Version A2 noch mit dem alten, 500 PS starken Motor ausgeliefert. Der neue Motor wurde erst ab Mai 1989 in alle folgenden Fahrzeuge eingebaut. Durch das Anbringen der Zusatzpanzerung wurde die Benutzung der seitlichen Schießluken unmöglich gemacht, lediglich die beiden Luken in der Heckrampe sind noch benutzbar. Durch die neue Panzerung wurde das Fahrzeug gegen Projektile bis zum Kaliber 30 mm geschützt.
Diese Änderungen wurden als Block II improvements bezeichnet. Insgesamt wurden 5212 Fahrzeuge hergestellt oder auf den Rüststand A2 gebracht.

### Bradley M2A2 ODS
Als Folge der Operation Desert Storm wurden weitere kleine Änderungen vorgeschlagen. Dabei wurde vor allem auf verbesserte Führbarkeit Wert gelegt, da sich während der Kämpfe im Golfkrieg gezeigt hatte, dass die Navigation in der Wüste ohne technische Hilfsmittel sehr kompliziert war. Dazu wurden ein GPS-System und ein einfaches Freund-Feind-Erkennungssystem in die Elektronik integriert. Weiterhin wurde die Optik des Fahrers modifiziert und ein Abwehrsystem gegen drahtgelenkte SACLOS-Panzerabwehrlenkwaffen der ersten Generation angebracht. Da während des Krieges viele Fahrzeuge durch Mineneinwirkung ausfielen, wurde der Verpackungsplan der Ausrüstung nochmals geändert, um die Gefährdung der Besatzung zu minimieren.
Die ersten Fahrzeuge wurden 1995 ausgeliefert, insgesamt sollten 1433 Fahrzeuge umgerüstet werden. Dies wurde jedoch im Jahr 2005 gestoppt, das ODS-Konzept wurde daraufhin in die Version A3 integriert.

### M2A3 und M3A3

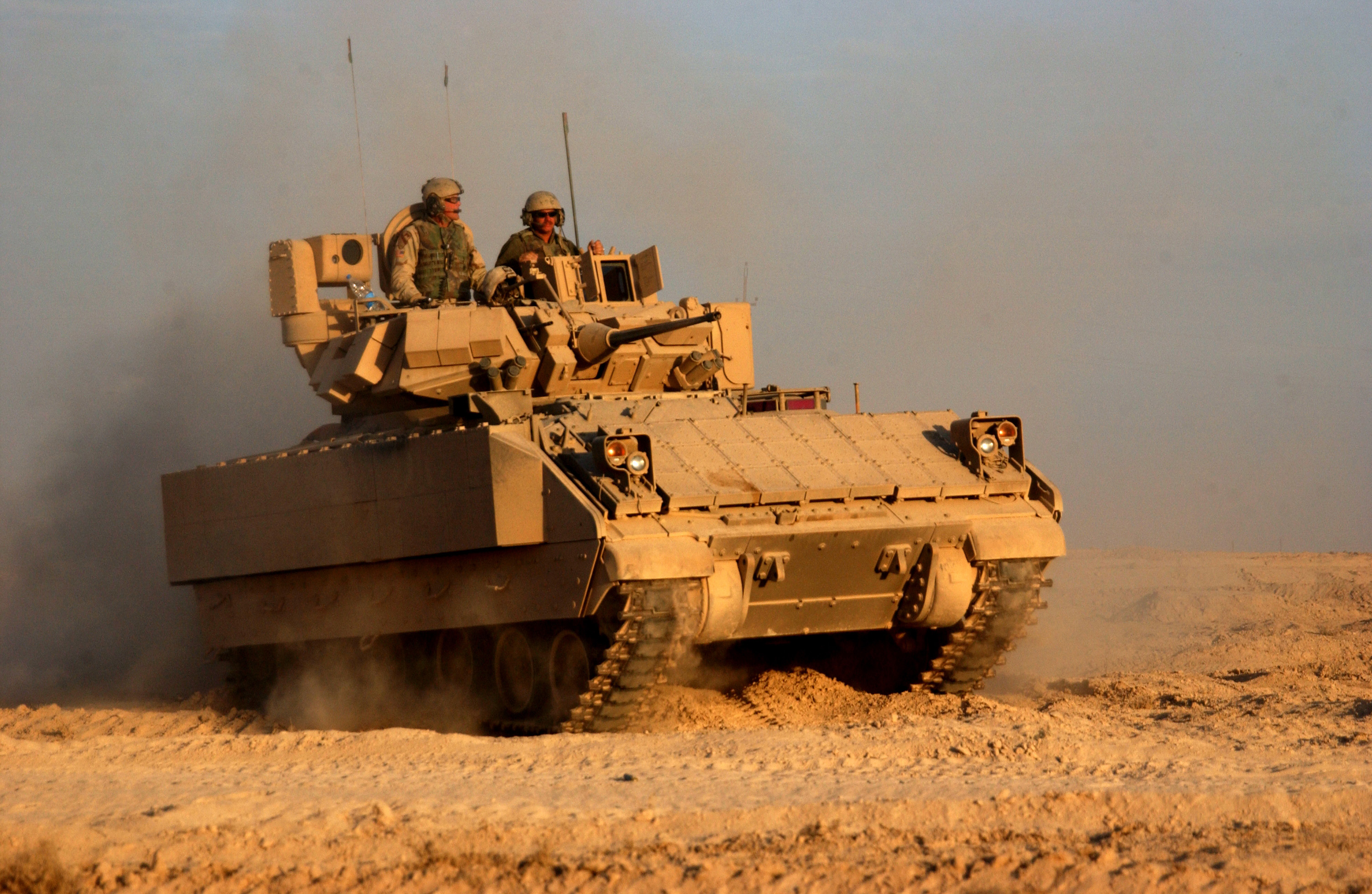
Bradley M2A3 mit reaktiver Zusatzpanzerung

Im Jahr 1994 initiierte die US Army den Bradley Modernisation Plan, der die Entwicklung des M2A3 zum Ziel hatte. Bei dieser Kampfwertsteigerung stand vor allem die Modernisierung der Elektronik im Vordergrund. Dazu wurden moderne digitale Anzeigen für Kommandant, Fahrer und Gruppenführer eingebaut. Durch verbesserte Systeme zur Zielauffassung, Zielverfolgung und Feuerleitung und die Integration einer Hunter/Killer-Fähigkeit sollte der Kampfwert nochmals erheblich gesteigert werden. Ein wichtiger Punkt hierbei war die Integration eines Laserentfernungsmessers in das Feuerleitsystem. Zuletzt sollte die Führbarkeit optimiert werden, wozu neue Software für die Bordsysteme, eine digitale Funkanlage sowie ein unabhängiges Wärmebildgerät für den Kommandanten eingebaut wurden.
Ab 1997 wurde eine Kleinserie von 35 Fahrzeugen für Testzwecke gefertigt, 1998 wurden weitere 70 Fahrzeuge in Auftrag gegeben. Die Serienproduktion des M3A3 begann 2001 und dauert derzeit (2014) noch an. Alle noch in Betrieb befindlichen Panzer sollen entweder auf den Rüststand A3 oder die Version ODS gebracht werden.

### M6 Linebacker

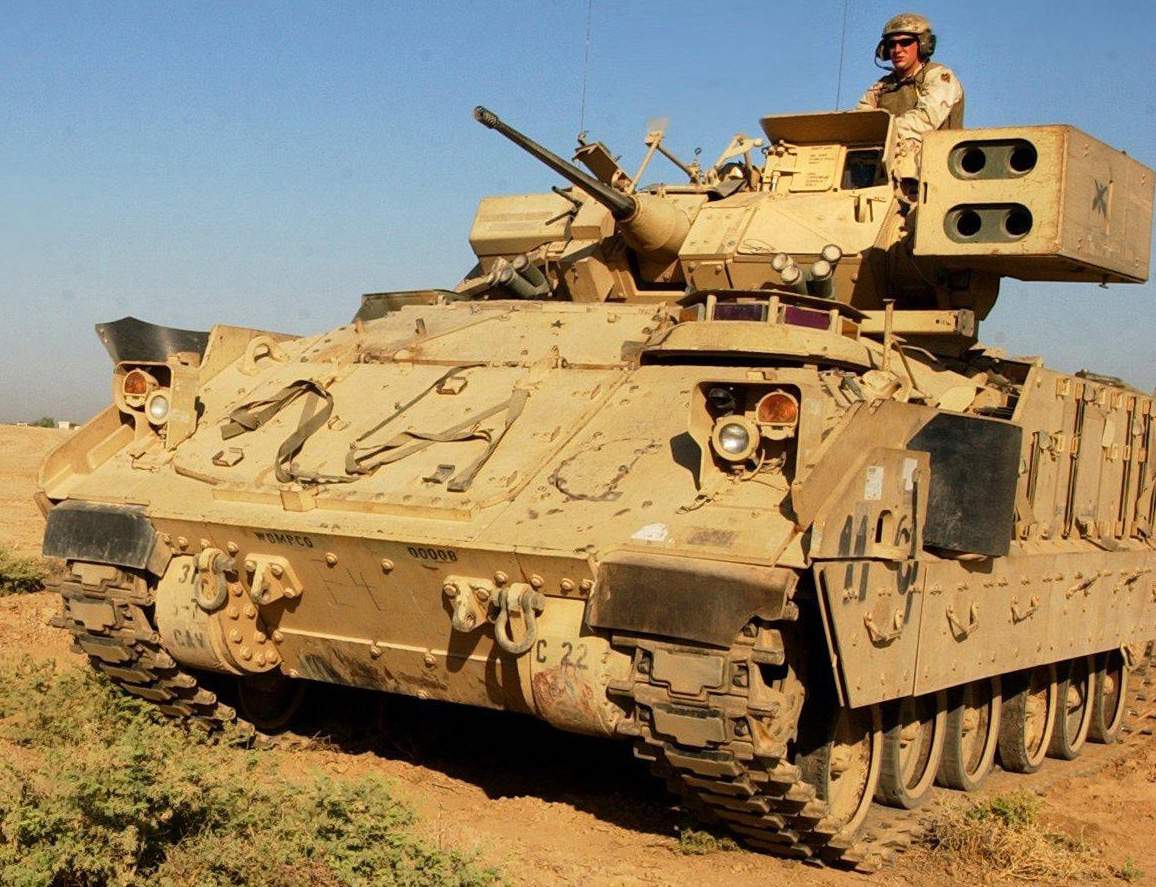
M6 Linebacker

Der M6 Linebacker diente als Flugabwehrpanzer im Nahbereich eigener Großverbände. Der Aufbau entspricht fast komplett dem des M2, lediglich der TOW-Starter wurde durch eine Startvorrichtung für vier Stinger-Raketen ersetzt. Der M6 wird nicht mehr genutzt.

### Bradley FIST M7
Der M7 wurde als Ersatz für den veralteten M981-Artilleriebeobachtungspanzer entwickelt und wird seit 1997 in geringen Stückzahlen produziert. Als Basisfahrzeuge für die Umrüstung werden M2A3 oder Bradley M2 ODS herangezogen. Der M7 ist im Wesentlichen baugleich zum M2; die einzigen Unterschiede bestehen im Wegfall der Startvorrichtung für die TOW-Raketen, die durch eine Zielortungsausrüstung ersetzt wurden, sowie in der Nachrüstung eines Trägheitsnavigationssystems.

### Bradley AMEV/AMTV
Der Bradley Armored Medical Evacuation Vehicle ist ein Sanitätspanzer, der verwundete Soldaten schnell und unter Panzerschutz aus Gefechtssituationen evakuieren soll. Im Inneren des Fahrzeugs steht eine umfangreiche Sanitätsausrüstung zur Verfügung, um die Verwundeten schnell stabilisieren zu können.
Beim Bradley Armored Medical Treatment Vehicle handelt es sich ebenfalls um einen Sanitätspanzer, der schwerpunktmäßig auf die Behandlung von Verwundeten ausgelegt ist. Der Innenraum ist so bemessen, dass das vierköpfige medizinische Team an Bord im Stehen arbeiten kann, um auch Schwerverletzte mit der notwendigen Sorgfalt behandeln zu können. Für längerfristige Behandlungen kann ein Zelt hinter dem Fahrzeug aufgebaut werden.